# Lista över fornlämningar i Båstads kommun (Västra Karup)
Lista över fornlämningar i Båstads kommun (Västra Karup) är en förteckning av ett urval av de fornlämningar som finns i Västra Karup i Båstads kommun.
| Namn                                         | Lämningstyp                      | Tillkomsttid | Historisk indelning | Plats | Läge                 | ID-nr          | Bild                                      |
| -------------------------------------------- | -------------------------------- | ------------ | ------------------- | ----- | -------------------- | -------------- | ----------------------------------------- |
| Västra Karup 1:1                             | Hällristning                     |              | Västra Karup, Skåne |       | 56.396847, 12.701472 | 10114800010001 | Ladda upp en bild av detta fornminne      |
| Västra Karup 1:2                             | Hällristning                     |              | Västra Karup, Skåne |       | 56.396816, 12.701244 | 10114800010002 | Ladda upp en bild av detta fornminne      |
| Västra Karup 2:1                             | Hög                              |              | Västra Karup, Skåne |       | 56.388930, 12.713950 | 10114800020001 | Ladda upp en bild av detta fornminne      |
| Västra Karup 3:1                             | Hög                              |              | Västra Karup, Skåne |       | 56.388650, 12.712477 | 10114800030001 | Ladda upp en bild av detta fornminne      |
| Västra Karup 4:1                             | Hög                              |              | Västra Karup, Skåne |       | 56.388124, 12.713335 | 10114800040001 | Ladda upp en bild av detta fornminne      |
| Västra Karup 5:1                             | Hög                              |              | Västra Karup, Skåne |       | 56.387155, 12.713428 | 10114800050001 | Ladda upp en bild av detta fornminne      |
| Västra Karup 5:2                             | Hög                              |              | Västra Karup, Skåne |       | 56.387412, 12.713064 | 10114800050002 | Ladda upp en bild av detta fornminne      |
| Västra Karup 6:1                             | Hällristning                     |              | Västra Karup, Skåne |       | 56.387357, 12.716745 | 10114800060001 | Ladda upp en bild av detta fornminne      |
| Västra Karup 7:1                             | Hällristning                     |              | Västra Karup, Skåne |       | 56.383348, 12.704452 | 10114800070001 | Ladda upp en bild av detta fornminne      |
| Västra Karup 7:2                             | Hällristning                     |              | Västra Karup, Skåne |       | 56.383003, 12.704358 | 10114800070002 | Ladda upp en bild av detta fornminne      |
| Västra Karup 8:1                             | Hällristning                     |              | Västra Karup, Skåne |       | 56.383000, 12.702534 | 10114800080001 | Ladda upp en bild av detta fornminne      |
| Västra Karup 8:2                             | Hällristning                     |              | Västra Karup, Skåne |       | 56.382956, 12.702855 | 10114800080002 | Ladda upp en bild av detta fornminne      |
| Västra Karup 9:1                             | Stensättning                     |              | Västra Karup, Skåne |       | 56.382540, 12.703670 | 10114800090001 | Ladda upp en bild av detta fornminne      |
| Västra Karup 9:2                             | Stensättning                     |              | Västra Karup, Skåne |       | 56.382463, 12.703455 | 10114800090002 | Ladda upp en bild av detta fornminne      |
| Västra Karup 9:3                             | Hällristning                     |              | Västra Karup, Skåne |       | 56.382479, 12.703224 | 10114800090003 | Ladda upp en bild av detta fornminne      |
| Västra Karup 10:1                            | Hällristning                     |              | Västra Karup, Skåne |       | 56.382341, 12.705787 | 10114800100001 | Ladda upp en bild av detta fornminne      |
| Västra Karup 10:2                            | Hällristning                     |              | Västra Karup, Skåne |       | 56.382317, 12.705591 | 10114800100002 | Ladda upp en bild av detta fornminne      |
| Västra Karup 11:1                            | Hällristning                     |              | Västra Karup, Skåne |       | 56.381186, 12.708719 | 10114800110001 | Ladda upp en bild av detta fornminne      |
| Västra Karup 12:1                            | Hällristning                     |              | Västra Karup, Skåne |       | 56.381526, 12.708772 | 10114800120001 | Ladda upp en bild av detta fornminne      |
| Västra Karup 12:2                            | Hällristning                     |              | Västra Karup, Skåne |       | 56.381644, 12.709362 | 10114800120002 | Ladda upp en bild av detta fornminne      |
| Västra Karup 13:1                            | Hällristning                     |              | Västra Karup, Skåne |       | 56.382025, 12.709761 | 10114800130001 | Ladda upp en bild av detta fornminne      |
| Västra Karup 13:2                            | Hällristning                     |              | Västra Karup, Skåne |       | 56.381981, 12.709645 | 10114800130002 | Ladda upp en bild av detta fornminne      |
| Västra Karup 13:3                            | Hällristning                     |              | Västra Karup, Skåne |       | 56.382021, 12.709985 | 10114800130003 | Ladda upp en bild av detta fornminne      |
| Västra Karup 13:4                            | Hällristning                     |              | Västra Karup, Skåne |       | 56.382008, 12.709913 | 10114800130004 | Ladda upp en bild av detta fornminne      |
| Flatakulle (berget) (Västra Karup 14:1)      | Hällristning                     |              | Västra Karup, Skåne |       | 56.383865, 12.707627 | 10114800140001 | Ladda upp en bild av detta fornminne      |
| Flatakulle (berget) (Västra Karup 14:2)      | Stensättning                     |              | Västra Karup, Skåne |       | 56.383741, 12.707574 | 10114800140002 | Ladda upp en bild av detta fornminne      |
| Västra Karup 15:1                            | Hällristning                     |              | Västra Karup, Skåne |       | 56.384445, 12.707598 | 10114800150001 | Ladda upp en bild av detta fornminne      |
| Västra Karup 15:2                            | Hällristning                     |              | Västra Karup, Skåne |       | 56.384412, 12.707482 | 10114800150002 | Ladda upp en bild av detta fornminne      |
| Västra Karup 15:3                            | Hällristning                     |              | Västra Karup, Skåne |       | 56.384326, 12.707502 | 10114800150003 | Ladda upp en bild av detta fornminne      |
| Västra Karup 15:4                            | Hällristning                     |              | Västra Karup, Skåne |       | 56.384276, 12.707480 | 10114800150004 | Ladda upp en bild av detta fornminne      |
| Västra Karup 15:5                            | Hällristning                     |              | Västra Karup, Skåne |       | 56.384310, 12.707659 | 10114800150005 | Ladda upp en bild av detta fornminne      |
| Västra Karup 15:6                            | Hällristning                     |              | Västra Karup, Skåne |       | 56.384229, 12.707748 | 10114800150006 | Ladda upp en bild av detta fornminne      |
| Västra Karup 16:1                            | Hällristning                     |              | Västra Karup, Skåne |       | 56.383479, 12.706463 | 10114800160001 | Ladda upp en bild av detta fornminne      |
| Västra Karup 16:2                            | Hällristning                     |              | Västra Karup, Skåne |       | 56.383470, 12.706438 | 10114800160002 | Ladda upp en bild av detta fornminne      |
| Västra Karup 16:3                            | Hällristning                     |              | Västra Karup, Skåne |       | 56.383421, 12.706578 | 10114800160003 | Ladda upp en bild av detta fornminne      |
| Västra Karup 16:4                            | Hällristning                     |              | Västra Karup, Skåne |       | 56.383479, 12.706463 | 10114800160004 | Ladda upp en bild av detta fornminne      |
| Västra Karup 16:5                            | Hällristning                     |              | Västra Karup, Skåne |       | 56.383400, 12.706456 | 10114800160005 | Ladda upp en bild av detta fornminne      |
| Västra Karup 16:6                            | Hällristning                     |              | Västra Karup, Skåne |       | 56.383651, 12.706677 | 10114800160006 | Ladda upp en bild av detta fornminne      |
| Västra Karup 16:7                            | Hällristning                     |              | Västra Karup, Skåne |       | 56.383826, 12.706832 | 10114800160007 | Ladda upp en bild av detta fornminne      |
| Västra Karup 17:1                            | Hällristning                     |              | Västra Karup, Skåne |       | 56.383103, 12.706605 | 10114800170001 | Ladda upp en bild av detta fornminne      |
| Västra Karup 17:2                            | Hällristning                     |              | Västra Karup, Skåne |       | 56.383103, 12.706605 | 10114800170002 | Ladda upp en bild av detta fornminne      |
| Västra Karup 17:3                            | Hällristning                     |              | Västra Karup, Skåne |       | 56.383096, 12.705993 | 10114800170003 | Ladda upp en bild av detta fornminne      |
| Västra Karup 17:4                            | Hällristning                     |              | Västra Karup, Skåne |       | 56.383018, 12.705951 | 10114800170004 | Ladda upp en bild av detta fornminne      |
| Västra Karup 18:1                            | Gravfält                         |              | Västra Karup, Skåne |       | 56.389954, 12.693707 | 10114800180001 | Ladda upp en bild av detta fornminne      |
| Västra Karup 19:1                            | Hällristning                     |              | Västra Karup, Skåne |       | 56.384749, 12.684262 | 10114800190001 | Ladda upp en bild av detta fornminne      |
| Västra Karup 20:1                            | Hällristning                     |              | Västra Karup, Skåne |       | 56.387758, 12.708139 | 10114800200001 | Ladda upp en bild av detta fornminne      |
| Västra Karup 23:1                            | Hällristning                     |              | Västra Karup, Skåne |       | 56.392726, 12.729979 | 10114800230001 | Ladda upp en bild av detta fornminne      |
| Västra Karup 24:1                            | Hällristning                     |              | Västra Karup, Skåne |       | 56.393341, 12.733010 | 10114800240001 | Ladda upp en bild av detta fornminne      |
| Västra Karup 25:1                            | Hällristning                     |              | Västra Karup, Skåne |       | 56.401494, 12.726020 | 10114800250001 | Ladda upp en bild av detta fornminne      |
| Västra Karup 25:2                            | Hällristning                     |              | Västra Karup, Skåne |       | 56.401427, 12.726116 | 10114800250002 | Ladda upp en bild av detta fornminne      |
| Västra Karup 25:3                            | Hällristning                     |              | Västra Karup, Skåne |       | 56.401373, 12.726177 | 10114800250003 | Ladda upp en bild av detta fornminne      |
| Västra Karup 26:1                            | Stensättning                     |              | Västra Karup, Skåne |       | 56.403929, 12.713259 | 10114800260001 | Ladda upp en bild av detta fornminne      |
| Västra Karup 27:1                            | Hällristning                     |              | Västra Karup, Skåne |       | 56.400682, 12.705166 | 10114800270001 | Ladda upp en bild av detta fornminne      |
| Västra Karup 28:1                            | Stensättning                     |              | Västra Karup, Skåne |       | 56.404295, 12.711177 | 10114800280001 | Ladda upp en bild av detta fornminne      |
| Västra Karup 29:1                            | Hällristning                     |              | Västra Karup, Skåne |       | 56.404755, 12.709570 | 10114800290001 | Ladda upp en bild av detta fornminne      |
| Västra Karup 29:3                            | Hällristning                     |              | Västra Karup, Skåne |       | 56.404756, 12.708824 | 10114800290003 | Ladda upp en bild av detta fornminne      |
| Nr 2) Gönehög (Västra Karup 30:1)            | Stensättning                     |              | Västra Karup, Skåne |       | 56.406891, 12.710112 | 10114800300001 | Ladda upp en bild av detta fornminne      |
| Nr 2) Gönehög (Västra Karup 30:2)            | Hög                              |              | Västra Karup, Skåne |       | 56.406908, 12.709880 | 10114800300002 | Ladda upp en bild av detta fornminne      |
| Tångedalshögen (Västra Karup 31:1)           | Hög                              |              | Västra Karup, Skåne |       | 56.407903, 12.714137 | 10114800310001 | Ladda upp en bild av detta fornminne      |
| Tångedalshögen (Västra Karup 31:2)           | Hällristning                     |              | Västra Karup, Skåne |       | 56.407910, 12.714338 | 10114800310002 | Ladda upp en bild av detta fornminne      |
| Långarödshögarna (Västra Karup 32:1)         | Stensättning                     |              | Västra Karup, Skåne |       | 56.408333, 12.717073 | 10114800320001 | Ladda upp en bild av detta fornminne      |
| Långarödshögarna (Västra Karup 32:2)         | Hög                              |              | Västra Karup, Skåne |       | 56.408116, 12.717039 | 10114800320002 | Ladda upp en bild av detta fornminne      |
| Långarödshögarna (Västra Karup 32:3)         | Stensättning                     |              | Västra Karup, Skåne |       | 56.407711, 12.716940 | 10114800320003 | Ladda upp en bild av detta fornminne      |
| Långarödshögarna (Västra Karup 32:4)         | Stensättning                     |              | Västra Karup, Skåne |       | 56.407533, 12.717017 | 10114800320004 | Ladda upp en bild av detta fornminne      |
| Västra Karup 33:1                            | Hög                              |              | Västra Karup, Skåne |       | 56.402147, 12.700522 | 10114800330001 | Ladda upp en bild av detta fornminne      |
| Västra Karup 34:1                            | Hällristning                     |              | Västra Karup, Skåne |       | 56.402603, 12.701036 | 10114800340001 | Ladda upp en bild av detta fornminne      |
| Västra Karup 37:1                            | Stensättning                     |              | Västra Karup, Skåne |       | 56.412232, 12.710966 | 10114800370001 | Ladda upp en bild av detta fornminne      |
| Västra Karup 38:1                            | Stensättning                     |              | Västra Karup, Skåne |       | 56.413466, 12.711761 | 10114800380001 | Ladda upp en bild av detta fornminne      |
| Västra Karup 38:2                            | Stensättning                     |              | Västra Karup, Skåne |       | 56.413441, 12.711235 | 10114800380002 | Ladda upp en bild av detta fornminne      |
| Pukhögen (Västra Karup 39:1)                 | Hög                              |              | Västra Karup, Skåne |       | 56.412360, 12.708831 | 10114800390001 | Ladda upp en bild av detta fornminne      |
| Tinghalla (området) (Västra Karup 40:1)      | Hällristning                     |              | Västra Karup, Skåne |       | 56.405560, 12.719132 | 10114800400001 | Ladda upp en bild av detta fornminne      |
| Västra Karup 42:1                            | Hög                              |              | Västra Karup, Skåne |       | 56.411105, 12.730720 | 10114800420001 | Ladda upp en bild av detta fornminne      |
| Västra Karup 42:2                            | Hällristning                     |              | Västra Karup, Skåne |       | 56.410928, 12.730348 | 10114800420002 | Ladda upp en bild av detta fornminne      |
| Västra Karup 43:1                            | Stensättning                     |              | Västra Karup, Skåne |       | 56.411431, 12.727587 | 10114800430001 | Ladda upp en bild av detta fornminne      |
| Västra Karup 43:2                            | Hög                              |              | Västra Karup, Skåne |       | 56.411320, 12.727540 | 10114800430002 | Ladda upp en bild av detta fornminne      |
| Västra Karup 43:3                            | Stensättning                     |              | Västra Karup, Skåne |       | 56.411346, 12.727230 | 10114800430003 | Ladda upp en bild av detta fornminne      |
| Västra Karup 43:4                            | Hög                              |              | Västra Karup, Skåne |       | 56.411250, 12.727068 | 10114800430004 | Ladda upp en bild av detta fornminne      |
| Västra Karup 43:5                            | Hällristning                     |              | Västra Karup, Skåne |       | 56.411131, 12.726775 | 10114800430005 | Ladda upp en bild av detta fornminne      |
| Hattahögarna (Västra Karup 44:1)             | Hög                              |              | Västra Karup, Skåne |       | 56.412813, 12.729102 | 10114800440001 | Ladda upp en bild av detta fornminne      |
| Hattahögarna (Västra Karup 44:2)             | Hög                              |              | Västra Karup, Skåne |       | 56.412768, 12.728674 | 10114800440002 | Ladda upp en bild av detta fornminne      |
| Västra Karup 46:1                            | Husgrund, förhistorisk/medeltida |              | Västra Karup, Skåne |       | 56.414179, 12.726846 | 10114800460001 | Ladda upp en bild av detta fornminne      |
| Västra Karup 48:1                            | Stensättning                     |              | Västra Karup, Skåne |       | 56.412112, 12.728749 | 10114800480001 | Ladda upp en bild av detta fornminne      |
| Västra Karup 48:2                            | Stensättning                     |              | Västra Karup, Skåne |       | 56.412067, 12.729089 | 10114800480002 | Ladda upp en bild av detta fornminne      |
| Västra Karup 49:1                            | Hög                              |              | Västra Karup, Skåne |       | 56.413471, 12.729091 | 10114800490001 | Ladda upp en bild av detta fornminne      |
| Hästtorpa högar (Västra Karup 50:1)          | Hög                              |              | Västra Karup, Skåne |       | 56.415960, 12.727084 | 10114800500001 | Ladda upp en bild av detta fornminne      |
| Hästtorpa högar (Västra Karup 50:2)          | Hög                              |              | Västra Karup, Skåne |       | 56.415824, 12.727220 | 10114800500002 | Ladda upp en bild av detta fornminne      |
| Hästtorpa högar (Västra Karup 50:3)          | Hög                              |              | Västra Karup, Skåne |       | 56.415679, 12.727129 | 10114800500003 | Ladda upp en bild av detta fornminne      |
| Västra Karup 51:1                            | Hög                              |              | Västra Karup, Skåne |       | 56.414246, 12.725444 | 10114800510001 | Ladda upp en bild av detta fornminne      |
| Västra Karup 52:1                            | Stensättning                     |              | Västra Karup, Skåne |       | 56.413118, 12.721911 | 10114800520001 | Ladda upp en bild av detta fornminne      |
| Västra Karup 53:1                            | Stensättning                     |              | Västra Karup, Skåne |       | 56.415794, 12.718489 | 10114800530001 | Ladda upp en bild av detta fornminne      |
| Västra Karup 53:2                            | Hällristning                     |              | Västra Karup, Skåne |       | 56.416058, 12.718885 | 10114800530002 | Ladda upp en bild av detta fornminne      |
| Västra Karup 55:1                            | Stensättning                     |              | Västra Karup, Skåne |       | 56.416584, 12.724270 | 10114800550001 | Ladda upp en bild av detta fornminne      |
| Västra Karup 55:2                            | Stensättning                     |              | Västra Karup, Skåne |       | 56.417109, 12.724013 | 10114800550002 | Ladda upp en bild av detta fornminne      |
| Västra Karup 55:3                            | Stensättning                     |              | Västra Karup, Skåne |       | 56.417273, 12.724361 | 10114800550003 | Ladda upp en bild av detta fornminne      |
| Västra Karup 55:4                            | Stensättning                     |              | Västra Karup, Skåne |       | 56.417446, 12.724781 | 10114800550004 | Ladda upp en bild av detta fornminne      |
| Västra Karup 56:1                            | Hög                              |              | Västra Karup, Skåne |       | 56.422703, 12.731289 | 10114800560001 | Ladda upp en bild av detta fornminne      |
| Västra Karup 56:2                            | Hög                              |              | Västra Karup, Skåne |       | 56.422499, 12.731326 | 10114800560002 | Ladda upp en bild av detta fornminne      |
| Västra Karup 57:1                            | Hög                              |              | Västra Karup, Skåne |       | 56.421817, 12.733712 | 10114800570001 | Ladda upp en bild av detta fornminne      |
| Västra Karup 57:2                            | Hög                              |              | Västra Karup, Skåne |       | 56.422008, 12.734325 | 10114800570002 | Ladda upp en bild av detta fornminne      |
| Västra Karup 57:3                            | Hög                              |              | Västra Karup, Skåne |       | 56.422070, 12.734590 | 10114800570003 | Ladda upp en bild av detta fornminne      |
| Västra Karup 57:4                            | Hög                              |              | Västra Karup, Skåne |       | 56.422110, 12.734869 | 10114800570004 | Ladda upp en bild av detta fornminne      |
| Västra Karup 58:1                            | Hög                              |              | Västra Karup, Skåne |       | 56.424856, 12.731202 | 10114800580001 | Ladda upp en bild av detta fornminne      |
| Västra Karup 58:2                            | Hög                              |              | Västra Karup, Skåne |       | 56.424536, 12.731358 | 10114800580002 | Ladda upp en bild av detta fornminne      |
| Västra Karup 59:1                            | Stensättning                     |              | Västra Karup, Skåne |       | 56.420947, 12.734108 | 10114800590001 | Ladda upp en bild av detta fornminne      |
| Västra Karup 59:2                            | Hög                              |              | Västra Karup, Skåne |       | 56.420645, 12.733863 | 10114800590002 | Ladda upp en bild av detta fornminne      |
| Västra Karup 60:1                            | Hög                              |              | Västra Karup, Skåne |       | 56.419659, 12.733806 | 10114800600001 | Ladda upp en bild av detta fornminne      |
| Västra Karup 61:1                            | Hög                              |              | Västra Karup, Skåne |       | 56.420528, 12.732849 | 10114800610001 | Ladda upp en bild av detta fornminne      |
| Västra Karup 61:2                            | Stensättning                     |              | Västra Karup, Skåne |       | 56.420446, 12.733228 | 10114800610002 | Ladda upp en bild av detta fornminne      |
| Västra Karup 62:1                            | Stensättning                     |              | Västra Karup, Skåne |       | 56.422292, 12.743150 | 10114800620001 | Ladda upp en bild av detta fornminne      |
| Västra Karup 62:2                            | Hög                              |              | Västra Karup, Skåne |       | 56.421937, 12.742607 | 10114800620002 | Ladda upp en bild av detta fornminne      |
| Västra Karup 62:3                            | Stensättning                     |              | Västra Karup, Skåne |       | 56.421780, 12.742145 | 10114800620003 | Ladda upp en bild av detta fornminne      |
| Västra Karup 63:1                            | Gravfält                         |              | Västra Karup, Skåne |       | 56.421364, 12.741515 | 10114800630001 | Ladda upp en bild av detta fornminne      |
| Västra Karup 64:1                            | Stensättning                     |              | Västra Karup, Skåne |       | 56.419902, 12.743486 | 10114800640001 | Ladda upp en bild av detta fornminne      |
| Västra Karup 65:1                            | Hällristning                     |              | Västra Karup, Skåne |       | 56.420313, 12.749791 | 10114800650001 | Ladda upp en bild av detta fornminne      |
| Västra Karup 66:1                            | Hällristning                     |              | Västra Karup, Skåne |       | 56.418177, 12.748345 | 10114800660001 | Ladda upp en bild av detta fornminne      |
| Västra Karup 67:1                            | Stensättning                     |              | Västra Karup, Skåne |       | 56.418502, 12.748186 | 10114800670001 | Ladda upp en bild av detta fornminne      |
| Västra Karup 67:2                            | Stensättning                     |              | Västra Karup, Skåne |       | 56.418854, 12.748408 | 10114800670002 | Ladda upp en bild av detta fornminne      |
| Västra Karup 68:2                            | Stensättning                     |              | Västra Karup, Skåne |       | 56.418971, 12.749580 | 10114800680002 | Ladda upp en bild av detta fornminne      |
| Västra Karup 69:1                            | Hällristning                     |              | Västra Karup, Skåne |       | 56.413426, 12.748404 | 10114800690001 | Ladda upp en bild av detta fornminne      |
| Drottninghall (Västra Karup 70:1)            | Stensättning                     |              | Västra Karup, Skåne |       | 56.412990, 12.748391 | 10114800700001 | Ladda upp en bild av detta fornminne      |
| Drottninghall (Västra Karup 70:2)            | Hällristning                     |              | Västra Karup, Skåne |       | 56.413020, 12.748465 | 10114800700002 | Ladda upp en bild av detta fornminne      |
| Västra Karup 71:1                            | Hög                              |              | Västra Karup, Skåne |       | 56.414388, 12.748671 | 10114800710001 | Ladda upp en bild av detta fornminne      |
| Västra Karup 71:2                            | Stensättning                     |              | Västra Karup, Skåne |       | 56.414496, 12.748583 | 10114800710002 | Ladda upp en bild av detta fornminne      |
| Västra Karup 71:3                            | Hög                              |              | Västra Karup, Skåne |       | 56.414464, 12.747949 | 10114800710003 | Ladda upp en bild av detta fornminne      |
| Rävhögen (Västra Karup 72:1)                 | Hög                              |              | Västra Karup, Skåne |       | 56.413907, 12.750864 | 10114800720001 | Ladda upp en bild av detta fornminne      |
| Västra Karup 73:1                            | Stensättning                     |              | Västra Karup, Skåne |       | 56.414367, 12.756319 | 10114800730001 | Ladda upp en bild av detta fornminne      |
| Västra Karup 74:1                            | Stensättning                     |              | Västra Karup, Skåne |       | 56.414049, 12.756999 | 10114800740001 | Ladda upp en bild av detta fornminne      |
| Västra Karup 74:2                            | Stensättning                     |              | Västra Karup, Skåne |       | 56.414008, 12.756772 | 10114800740002 | Ladda upp en bild av detta fornminne      |
| Västra Karup 74:3                            | Stensättning                     |              | Västra Karup, Skåne |       | 56.413863, 12.757042 | 10114800740003 | Ladda upp en bild av detta fornminne      |
| Västra Karup 74:4                            | Stensättning                     |              | Västra Karup, Skåne |       | 56.413846, 12.756748 | 10114800740004 | Ladda upp en bild av detta fornminne      |
| Västra Karup 75:1                            | Stensättning                     |              | Västra Karup, Skåne |       | 56.416018, 12.761328 | 10114800750001 | Ladda upp en bild av detta fornminne      |
| Västra Karup 75:2                            | Stensättning                     |              | Västra Karup, Skåne |       | 56.415904, 12.761050 | 10114800750002 | Ladda upp en bild av detta fornminne      |
| Västra Karup 75:3                            | Stensättning                     |              | Västra Karup, Skåne |       | 56.415635, 12.760398 | 10114800750003 | Ladda upp en bild av detta fornminne      |
| Västra Karup 76:1                            | Hög                              |              | Västra Karup, Skåne |       | 56.416037, 12.758615 | 10114800760001 | Ladda upp en bild av detta fornminne      |
| Västra Karup 76:2                            | Hög                              |              | Västra Karup, Skåne |       | 56.416432, 12.759128 | 10114800760002 | Ladda upp en bild av detta fornminne      |
| Västra Karup 77:1                            | Stensättning                     |              | Västra Karup, Skåne |       | 56.416801, 12.758757 | 10114800770001 | Ladda upp en bild av detta fornminne      |
| Västra Karup 78:1                            | Stensättning                     |              | Västra Karup, Skåne |       | 56.416695, 12.756569 | 10114800780001 | Ladda upp en bild av detta fornminne      |
| Västra Karup 78:2                            | Hällristning                     |              | Västra Karup, Skåne |       | 56.416722, 12.756671 | 10114800780002 | Ladda upp en bild av detta fornminne      |
| Västra Karup 79:1                            | Hällristning                     |              | Västra Karup, Skåne |       | 56.404545, 12.727677 | 10114800790001 | Ladda upp en bild av detta fornminne      |
| Västra Karup 79:2                            | Hällristning                     |              | Västra Karup, Skåne |       | 56.404644, 12.727323 | 10114800790002 | Ladda upp en bild av detta fornminne      |
| Västra Karup 80:1                            | Hög                              |              | Västra Karup, Skåne |       | 56.404889, 12.730917 | 10114800800001 | Ladda upp en bild av detta fornminne      |
| Västra Karup 80:2                            | Hällristning                     |              | Västra Karup, Skåne |       | 56.404818, 12.730737 | 10114800800002 | Ladda upp en bild av detta fornminne      |
| Västra Karup 81:1                            | Hög                              |              | Västra Karup, Skåne |       | 56.406083, 12.740081 | 10114800810001 | Ladda upp en bild av detta fornminne      |
| Västra Karup 81:2                            | Hög                              |              | Västra Karup, Skåne |       | 56.406246, 12.740209 | 10114800810002 | Ladda upp en bild av detta fornminne      |
| Västra Karup 82:1                            | Hög                              |              | Västra Karup, Skåne |       | 56.407526, 12.741863 | 10114800820001 | Ladda upp en bild av detta fornminne      |
| Västra Karup 83:1                            | Hög                              |              | Västra Karup, Skåne |       | 56.407788, 12.743501 | 10114800830001 | Ladda upp en bild av detta fornminne      |
| Västra Karup 84:1                            | Hög                              |              | Västra Karup, Skåne |       | 56.408324, 12.744868 | 10114800840001 | Ladda upp en bild av detta fornminne      |
| Västra Karup 85:1                            | Stensättning                     |              | Västra Karup, Skåne |       | 56.416578, 12.754813 | 10114800850001 | Ladda upp en bild av detta fornminne      |
| Västra Karup 85:2                            | Stensättning                     |              | Västra Karup, Skåne |       | 56.416577, 12.754518 | 10114800850002 | Ladda upp en bild av detta fornminne      |
| Domarehögarna (Västra Karup 86:1)            | Hög                              |              | Västra Karup, Skåne |       | 56.416911, 12.754433 | 10114800860001 | Ladda upp en bild av detta fornminne      |
| Västra Karup 87:1                            | Stenkammargrav                   |              | Västra Karup, Skåne |       | 56.417269, 12.753844 | 10114800870001 | Ladda upp en bild av detta fornminne      |
| Västra Karup 88:1                            | Hällristning                     |              | Västra Karup, Skåne |       | 56.417856, 12.754811 | 10114800880001 | Ladda upp en bild av detta fornminne      |
| Västra Karup 88:2                            | Hällristning                     |              | Västra Karup, Skåne |       | 56.417715, 12.754639 | 10114800880002 | Ladda upp en bild av detta fornminne      |
| Västra Karup 89:1                            | Hällristning                     |              | Västra Karup, Skåne |       | 56.405290, 12.730626 | 10114800890001 | Ladda upp en bild av detta fornminne      |
| Västra Karup 90:1                            | Hög                              |              | Västra Karup, Skåne |       | 56.417530, 12.735677 | 10114800900001 | Ladda upp en bild av detta fornminne      |
| Västra Karup 91:1                            | Hög                              |              | Västra Karup, Skåne |       | 56.417109, 12.734513 | 10114800910001 | Ladda upp en bild av detta fornminne      |
| Västra Karup 92:1                            | Hög                              |              | Västra Karup, Skåne |       | 56.418222, 12.736287 | 10114800920001 | Ladda upp en bild av detta fornminne      |
| Västra Karup 94:1                            | Hällristning                     |              | Västra Karup, Skåne |       | 56.408878, 12.748964 | 10114800940001 | Ladda upp en bild av detta fornminne      |
| Västra Karup 95:1                            | Stensättning                     |              | Västra Karup, Skåne |       | 56.411682, 12.756655 | 10114800950001 | Ladda upp en bild av detta fornminne      |
| Västra Karup 95:2                            | Stensättning                     |              | Västra Karup, Skåne |       | 56.411789, 12.756518 | 10114800950002 | Ladda upp en bild av detta fornminne      |
| Västra Karup 96:1                            | Hög                              |              | Västra Karup, Skåne |       | 56.410198, 12.759837 | 10114800960001 | Ladda upp en bild av detta fornminne      |
| Västra Karup 97:1                            | Stensättning                     |              | Västra Karup, Skåne |       | 56.409034, 12.756431 | 10114800970001 | Ladda upp en bild av detta fornminne      |
| Västra Karup 97:2                            | Hög                              |              | Västra Karup, Skåne |       | 56.408885, 12.756370 | 10114800970002 | Ladda upp en bild av detta fornminne      |
| Västra Karup 97:3                            | Hög                              |              | Västra Karup, Skåne |       | 56.408541, 12.756037 | 10114800970003 | Ladda upp en bild av detta fornminne      |
| Västra Karup 97:4                            | Hög                              |              | Västra Karup, Skåne |       | 56.408348, 12.755405 | 10114800970004 | Ladda upp en bild av detta fornminne      |
| Stora Stenhögen (Västra Karup 98:1)          | Hög                              |              | Västra Karup, Skåne |       | 56.408557, 12.792330 | 10114800980001 | Ladda upp en bild av detta fornminne      |
| Lilla Stenhögen (Västra Karup 99:1)          | Hög                              |              | Västra Karup, Skåne |       | 56.409227, 12.795287 | 10114800990001 | Ladda upp en bild av detta fornminne      |
| Västra Karup 100:1                           | Hällristning                     |              | Västra Karup, Skåne |       | 56.407624, 12.750146 | 10114801000001 | Ladda upp en bild av detta fornminne      |
| Västra Karup 101:1                           | Gravfält                         |              | Västra Karup, Skåne |       | 56.419845, 12.769508 | 10114801010001 | Ladda upp en bild av detta fornminne      |
| Västra Karup 102:1                           | Gravfält                         |              | Västra Karup, Skåne |       | 56.418895, 12.768800 | 10114801020001 | Ladda upp en bild av detta fornminne      |
| Västra Karup 103:1                           | Hög                              |              | Västra Karup, Skåne |       | 56.418218, 12.768112 | 10114801030001 | Ladda upp en bild av detta fornminne      |
| Tuvängshögen m. fl. (Västra Karup 104:1)     | Hög                              |              | Västra Karup, Skåne |       | 56.418479, 12.772698 | 10114801040001 | Ladda upp en bild av detta fornminne      |
| Kringelhög (Västra Karup 105:1)              | Hög                              |              | Västra Karup, Skåne |       | 56.417786, 12.774741 | 10114801050001 | Ladda upp en bild av detta fornminne      |
| Kringelhög m. fl. (Västra Karup 105:2)       | Stensättning                     |              | Västra Karup, Skåne |       | 56.417714, 12.774418 | 10114801050002 | Ladda upp en bild av detta fornminne      |
| Kringelhög m. fl. (Västra Karup 105:3)       | Stensättning                     |              | Västra Karup, Skåne |       | 56.417419, 12.773917 | 10114801050003 | Ladda upp en bild av detta fornminne      |
| Munkahög (Västra Karup 106:1)                | Hög                              |              | Västra Karup, Skåne |       | 56.417456, 12.777329 | 10114801060001 | Ladda upp en bild av detta fornminne      |
| Västra Karup 107:1                           | Hög                              |              | Västra Karup, Skåne |       | 56.416375, 12.779133 | 10114801070001 | Ladda upp en bild av detta fornminne      |
| Västra Karup 108:1                           | Hällristning                     |              | Västra Karup, Skåne |       | 56.396549, 12.683700 | 10114801080001 | Ladda upp en bild av detta fornminne      |
| Västra Karup 109:1                           | Stensättning                     |              | Västra Karup, Skåne |       | 56.384620, 12.665473 | 10114801090001 | Ladda upp en bild av detta fornminne      |
| Västra Karup 110:1                           | Hällristning                     |              | Västra Karup, Skåne |       | 56.397115, 12.668652 | 10114801100001 | Ladda upp en bild av detta fornminne      |
| Västra Karup 110:2                           | Hällristning                     |              | Västra Karup, Skåne |       | 56.397184, 12.668788 | 10114801100002 | Ladda upp en bild av detta fornminne      |
| Västra Karup 110:3                           | Hällristning                     |              | Västra Karup, Skåne |       | 56.397088, 12.668787 | 10114801100003 | Ladda upp en bild av detta fornminne      |
| Västra Karup 111:1                           | Hällristning                     |              | Västra Karup, Skåne |       | 56.401958, 12.673653 | 10114801110001 | Ladda upp en bild av detta fornminne      |
| Västra Karup 113:1                           | Hällristning                     |              | Västra Karup, Skåne |       | 56.403301, 12.672148 | 10114801130001 | Ladda upp en bild av detta fornminne      |
| Västra Karup 114:1                           | Stensättning                     |              | Västra Karup, Skåne |       | 56.404985, 12.669632 | 10114801140001 | Ladda upp en bild av detta fornminne      |
| Västra Karup 115:1                           | Hällristning                     |              | Västra Karup, Skåne |       | 56.404936, 12.681758 | 10114801150001 | Ladda upp en bild av detta fornminne      |
| Västra Karup 116:1                           | Hällristning                     |              | Västra Karup, Skåne |       | 56.407367, 12.677230 | 10114801160001 | Ladda upp en bild av detta fornminne      |
| Orhögarna m. fl. (Västra Karup 117:1)        | Hög                              |              | Västra Karup, Skåne |       | 56.406485, 12.678773 | 10114801170001 | Ladda upp en bild av detta fornminne      |
| Orhögarna m. fl. (Västra Karup 117:2)        | Hög                              |              | Västra Karup, Skåne |       | 56.406080, 12.678791 | 10114801170002 | Ladda upp en bild av detta fornminne      |
| Västra Karup 118:1                           | Stenkrets                        |              | Västra Karup, Skåne |       | 56.405834, 12.678843 | 10114801180001 | Ladda upp en bild av detta fornminne      |
| Västra Karup 119:1                           | Hällristning                     |              | Västra Karup, Skåne |       | 56.409720, 12.675961 | 10114801190001 | Ladda upp en bild av detta fornminne      |
| Västra Karup 120:1                           | Hällristning                     |              | Västra Karup, Skåne |       | 56.410062, 12.678537 | 10114801200001 | Ladda upp en bild av detta fornminne      |
| Västra Karup 120:2                           | Hällristning                     |              | Västra Karup, Skåne |       | 56.410064, 12.678541 | 10114801200002 | Ladda upp en bild av detta fornminne      |
| Västra Karup 121:1                           | Gravfält                         |              | Västra Karup, Skåne |       | 56.411008, 12.679333 | 10114801210001 | Ladda upp en bild av detta fornminne      |
| Västra Karup 122:1                           | Hällristning                     |              | Västra Karup, Skåne |       | 56.411954, 12.682370 | 10114801220001 | Ladda upp en bild av detta fornminne      |
| Kalahög? (Västra Karup 123:1)                | Stensättning                     |              | Västra Karup, Skåne |       | 56.409889, 12.666609 | 10114801230001 | Ladda upp en bild av detta fornminne      |
| Västra Karup 124:1                           | Gravfält                         |              | Västra Karup, Skåne |       | 56.409875, 12.665682 | 10114801240001 | Ladda upp en bild av detta fornminne      |
| Lilla Lindhög (nr 1) (Västra Karup 125:1)    | Stensättning                     |              | Västra Karup, Skåne |       | 56.410008, 12.664571 | 10114801250001 | Ladda upp en bild av detta fornminne      |
| Lilla Lindhög (nr 1) (Västra Karup 125:2)    | Stensättning                     |              | Västra Karup, Skåne |       | 56.410097, 12.664365 | 10114801250002 | Ladda upp en bild av detta fornminne      |
| Lilla Lindhög (nr 1) (Västra Karup 125:3)    | Stensättning                     |              | Västra Karup, Skåne |       | 56.410134, 12.664073 | 10114801250003 | Ladda upp en bild av detta fornminne      |
| Västra Karup 126:1                           | Hällristning                     |              | Västra Karup, Skåne |       | 56.405391, 12.667776 | 10114801260001 | Ladda upp en bild av detta fornminne      |
| Lilla Lindhög (nr 1) (Västra Karup 127:1)    | Stensättning                     |              | Västra Karup, Skåne |       | 56.410789, 12.665191 | 10114801270001 | Ladda upp en bild av detta fornminne      |
| Lilla Lindhög (nr 1) (Västra Karup 127:2)    | Stensättning                     |              | Västra Karup, Skåne |       | 56.410949, 12.665453 | 10114801270002 | Ladda upp en bild av detta fornminne      |
| Lilla Lindhög (nr 1) (Västra Karup 127:3)    | Stensättning                     |              | Västra Karup, Skåne |       | 56.410915, 12.665799 | 10114801270003 | Ladda upp en bild av detta fornminne      |
| Lilla Lindhög (nr 1) (Västra Karup 127:4)    | Stensättning                     |              | Västra Karup, Skåne |       | 56.411075, 12.665866 | 10114801270004 | Ladda upp en bild av detta fornminne      |
| Stora Lindhög (Västra Karup 128:1)           | Hällristning                     |              | Västra Karup, Skåne |       | 56.411489, 12.666409 | 10114801280001 | Ladda upp en bild av detta fornminne      |
| Stora Lindhög (Västra Karup 128:2)           | Hög                              |              | Västra Karup, Skåne |       | 56.411349, 12.666522 | 10114801280002 | Ladda upp en bild av detta fornminne      |
| Västra Karup 129:1                           | Stensättning                     |              | Västra Karup, Skåne |       | 56.409368, 12.669580 | 10114801290001 | Ladda upp en bild av detta fornminne      |
| Västra Karup 131:1                           | Hällristning                     |              | Västra Karup, Skåne |       | 56.389680, 12.656256 | 10114801310001 | Ladda upp en bild av detta fornminne      |
| Västra Karup 132:1                           | Röse                             |              | Västra Karup, Skåne |       | 56.390148, 12.639106 | 10114801320001 | Ladda upp en bild av detta fornminne      |
| Västra Karup 132:2                           | Röse                             |              | Västra Karup, Skåne |       | 56.389890, 12.639642 | 10114801320002 | Ladda upp en bild av detta fornminne      |
| Västra Karup 132:3                           | Stensättning                     |              | Västra Karup, Skåne |       | 56.390359, 12.638432 | 10114801320003 | Ladda upp en bild av detta fornminne      |
| Västra Karup 132:4                           | Stensättning                     |              | Västra Karup, Skåne |       | 56.390392, 12.637658 | 10114801320004 | Ladda upp en bild av detta fornminne      |
| Västra Karup 133:1                           | Hög                              |              | Västra Karup, Skåne |       | 56.391880, 12.638695 | 10114801330001 | Ladda upp en bild av detta fornminne      |
| Västra Karup 133:2                           | Hög                              |              | Västra Karup, Skåne |       | 56.391765, 12.638781 | 10114801330002 | Ladda upp en bild av detta fornminne      |
| Västra Karup 133:3                           | Stensättning                     |              | Västra Karup, Skåne |       | 56.391565, 12.638839 | 10114801330003 | Ladda upp en bild av detta fornminne      |
| Västra Karup 133:4                           | Stensättning                     |              | Västra Karup, Skåne |       | 56.391411, 12.638942 | 10114801330004 | Ladda upp en bild av detta fornminne      |
| Västra Karup 133:5                           | Stensättning                     |              | Västra Karup, Skåne |       | 56.391039, 12.638842 | 10114801330005 | Ladda upp en bild av detta fornminne      |
| Västra Karup 134:1                           | Stensättning                     |              | Västra Karup, Skåne |       | 56.392353, 12.638991 | 10114801340001 | Ladda upp en bild av detta fornminne      |
| Västra Karup 135:1                           | Stensättning                     |              | Västra Karup, Skåne |       | 56.392710, 12.633797 | 10114801350001 | Ladda upp en bild av detta fornminne      |
| Dagshög (Västra Karup 136:1)                 | Hög                              |              | Västra Karup, Skåne |       | 56.398287, 12.629060 | 10114801360001 | Ladda upp en till bild av detta fornminne |
| Västra Karup 137:1                           | Hällristning                     |              | Västra Karup, Skåne |       | 56.404967, 12.637697 | 10114801370001 | Ladda upp en bild av detta fornminne      |
| Västra Karup 138:1                           | Röse                             |              | Västra Karup, Skåne |       | 56.402280, 12.624248 | 10114801380001 | Ladda upp en bild av detta fornminne      |
| Västra Karup 138:2                           | Stensättning                     |              | Västra Karup, Skåne |       | 56.402044, 12.623998 | 10114801380002 | Ladda upp en bild av detta fornminne      |
| Västra Karup 139:1                           | Röse                             |              | Västra Karup, Skåne |       | 56.403318, 12.624818 | 10114801390001 | Ladda upp en bild av detta fornminne      |
| Västra Karup 139:2                           | Stensättning                     |              | Västra Karup, Skåne |       | 56.403212, 12.624372 | 10114801390002 | Ladda upp en bild av detta fornminne      |
| Västra Karup 140:1                           | Stensättning                     |              | Västra Karup, Skåne |       | 56.404643, 12.624693 | 10114801400001 | Ladda upp en bild av detta fornminne      |
| Västra Karup 141:1                           | Stensättning                     |              | Västra Karup, Skåne |       | 56.408474, 12.624057 | 10114801410001 | Ladda upp en bild av detta fornminne      |
| Västra Karup 142:1                           | Stensättning                     |              | Västra Karup, Skåne |       | 56.406040, 12.625958 | 10114801420001 | Ladda upp en bild av detta fornminne      |
| Västra Karup 143:1                           | Hällristning                     |              | Västra Karup, Skåne |       | 56.424886, 12.645786 | 10114801430001 | Ladda upp en bild av detta fornminne      |
| Västra Karup 144:1                           | Hällristning                     |              | Västra Karup, Skåne |       | 56.425268, 12.656523 | 10114801440001 | Ladda upp en bild av detta fornminne      |
| Västra Karup 145:1                           | Hällristning                     |              | Västra Karup, Skåne |       | 56.412185, 12.680322 | 10114801450001 | Ladda upp en bild av detta fornminne      |
| Västra Karup 146:1                           | Hällristning                     |              | Västra Karup, Skåne |       | 56.413154, 12.681769 | 10114801460001 | Ladda upp en bild av detta fornminne      |
| Västra Karup 146:2                           | Hällristning                     |              | Västra Karup, Skåne |       | 56.413094, 12.681670 | 10114801460002 | Ladda upp en bild av detta fornminne      |
| Västra Karup 147:1                           | Hällristning                     |              | Västra Karup, Skåne |       | 56.414513, 12.683009 | 10114801470001 | Ladda upp en bild av detta fornminne      |
| Västra Karup 147:2                           | Hällristning                     |              | Västra Karup, Skåne |       | 56.414436, 12.683084 | 10114801470002 | Ladda upp en bild av detta fornminne      |
| Västra Karup 148:1                           | Hällristning                     |              | Västra Karup, Skåne |       | 56.414953, 12.683180 | 10114801480001 | Ladda upp en bild av detta fornminne      |
| Västra Karup 148:2                           | Stensättning                     |              | Västra Karup, Skåne |       | 56.415040, 12.683215 | 10114801480002 | Ladda upp en bild av detta fornminne      |
| Västra Karup 148:3                           | Stensättning                     |              | Västra Karup, Skåne |       | 56.414954, 12.683018 | 10114801480003 | Ladda upp en bild av detta fornminne      |
| Västra Karup 149:1                           | Stensättning                     |              | Västra Karup, Skåne |       | 56.414515, 12.674128 | 10114801490001 | Ladda upp en bild av detta fornminne      |
| Västra Karup 150:1                           | Stensättning                     |              | Västra Karup, Skåne |       | 56.415308, 12.674861 | 10114801500001 | Ladda upp en bild av detta fornminne      |
| Västra Karup 150:2                           | Stensättning                     |              | Västra Karup, Skåne |       | 56.415226, 12.674700 | 10114801500002 | Ladda upp en bild av detta fornminne      |
| Västra Karup 150:3                           | Stensättning                     |              | Västra Karup, Skåne |       | 56.415172, 12.674543 | 10114801500003 | Ladda upp en bild av detta fornminne      |
| Västra Karup 151:1                           | Hällristning                     |              | Västra Karup, Skåne |       | 56.415570, 12.674260 | 10114801510001 | Ladda upp en bild av detta fornminne      |
| Västra Karup 153:1                           | Stensättning                     |              | Västra Karup, Skåne |       | 56.423970, 12.675058 | 10114801530001 | Ladda upp en bild av detta fornminne      |
| Västra Karup 154:1                           | Stensättning                     |              | Västra Karup, Skåne |       | 56.422472, 12.670632 | 10114801540001 | Ladda upp en bild av detta fornminne      |
| Västra Karup 154:2                           | Stensättning                     |              | Västra Karup, Skåne |       | 56.422393, 12.670441 | 10114801540002 | Ladda upp en bild av detta fornminne      |
| Västra Karup 155:1                           | Stensättning                     |              | Västra Karup, Skåne |       | 56.423120, 12.676643 | 10114801550001 | Ladda upp en bild av detta fornminne      |
| Västra Karup 156:1                           | Stensättning                     |              | Västra Karup, Skåne |       | 56.423127, 12.677865 | 10114801560001 | Ladda upp en bild av detta fornminne      |
| Ollonborgshög (berget?) (Västra Karup 157:1) | Stensättning                     |              | Västra Karup, Skåne |       | 56.424320, 12.680282 | 10114801570001 | Ladda upp en bild av detta fornminne      |
| Västra Karup 158:1                           | Stensättning                     |              | Västra Karup, Skåne |       | 56.425321, 12.674801 | 10114801580001 | Ladda upp en bild av detta fornminne      |
| Västra Karup 158:2                           | Stensättning                     |              | Västra Karup, Skåne |       | 56.425462, 12.675031 | 10114801580002 | Ladda upp en bild av detta fornminne      |
| Västra Karup 159:1                           | Hög                              |              | Västra Karup, Skåne |       | 56.425282, 12.673123 | 10114801590001 | Ladda upp en bild av detta fornminne      |
| Västra Karup 159:2                           | Stensättning                     |              | Västra Karup, Skåne |       | 56.425223, 12.672943 | 10114801590002 | Ladda upp en bild av detta fornminne      |
| Västra Karup 160:1                           | Hög                              |              | Västra Karup, Skåne |       | 56.425122, 12.671269 | 10114801600001 | Ladda upp en bild av detta fornminne      |
| Västra Karup 160:2                           | Stensättning                     |              | Västra Karup, Skåne |       | 56.425377, 12.671787 | 10114801600002 | Ladda upp en bild av detta fornminne      |
| Västra Karup 161:1                           | Stensättning                     |              | Västra Karup, Skåne |       | 56.426210, 12.671508 | 10114801610001 | Ladda upp en bild av detta fornminne      |
| Västra Karup 162:1                           | Stensättning                     |              | Västra Karup, Skåne |       | 56.428349, 12.678106 | 10114801620001 | Ladda upp en bild av detta fornminne      |
| Västra Karup 162:2                           | Stensättning                     |              | Västra Karup, Skåne |       | 56.428274, 12.677905 | 10114801620002 | Ladda upp en bild av detta fornminne      |
| Västra Karup 163:1                           | Stensättning                     |              | Västra Karup, Skåne |       | 56.417231, 12.662978 | 10114801630001 | Ladda upp en bild av detta fornminne      |
| Västra Karup 164:1                           | Stensättning                     |              | Västra Karup, Skåne |       | 56.416726, 12.659926 | 10114801640001 | Ladda upp en bild av detta fornminne      |
| Västra Karup 164:2                           | Stensättning                     |              | Västra Karup, Skåne |       | 56.416743, 12.659672 | 10114801640002 | Ladda upp en bild av detta fornminne      |
| Västra Karup 164:3                           | Hög                              |              | Västra Karup, Skåne |       | 56.416947, 12.659387 | 10114801640003 | Ladda upp en bild av detta fornminne      |
| Västra Karup 165:1                           | Stensättning                     |              | Västra Karup, Skåne |       | 56.425752, 12.666540 | 10114801650001 | Ladda upp en bild av detta fornminne      |
| Västra Karup 166:1                           | Stensättning                     |              | Västra Karup, Skåne |       | 56.426674, 12.661282 | 10114801660001 | Ladda upp en bild av detta fornminne      |
| Västra Karup 166:2                           | Stensättning                     |              | Västra Karup, Skåne |       | 56.426542, 12.661323 | 10114801660002 | Ladda upp en bild av detta fornminne      |
| 3) Bövnet (Västra Karup 167:1)               | Röse                             |              | Västra Karup, Skåne |       | 56.435725, 12.635416 | 10114801670001 | Ladda upp en bild av detta fornminne      |
| 3) Bövnet (Västra Karup 167:2)               | Röse                             |              | Västra Karup, Skåne |       | 56.435912, 12.635531 | 10114801670002 | Ladda upp en bild av detta fornminne      |
| Västra Karup 168:1                           | Stensättning                     |              | Västra Karup, Skåne |       | 56.428492, 12.655584 | 10114801680001 | Ladda upp en bild av detta fornminne      |
| Västra Karup 169:1                           | Stensättning                     |              | Västra Karup, Skåne |       | 56.429203, 12.657639 | 10114801690001 | Ladda upp en bild av detta fornminne      |
| Västra Karup 170:1                           | Stensättning                     |              | Västra Karup, Skåne |       | 56.429715, 12.662294 | 10114801700001 | Ladda upp en bild av detta fornminne      |
| Västra Karup 171:1                           | Stensättning                     |              | Västra Karup, Skåne |       | 56.432752, 12.663407 | 10114801710001 | Ladda upp en bild av detta fornminne      |
| Västra Karup 171:2                           | Hällristning                     |              | Västra Karup, Skåne |       | 56.432686, 12.663124 | 10114801710002 | Ladda upp en bild av detta fornminne      |
| Västra Karup 171:3                           | Stensättning                     |              | Västra Karup, Skåne |       | 56.432573, 12.662865 | 10114801710003 | Ladda upp en bild av detta fornminne      |
| Västra Karup 171:4                           | Stensättning                     |              | Västra Karup, Skåne |       | 56.432518, 12.662612 | 10114801710004 | Ladda upp en bild av detta fornminne      |
| Västra Karup 172:1                           | Stensättning                     |              | Västra Karup, Skåne |       | 56.430437, 12.671082 | 10114801720001 | Ladda upp en bild av detta fornminne      |
| Västra Karup 174:1                           | Hög                              |              | Västra Karup, Skåne |       | 56.423300, 12.671582 | 10114801740001 | Ladda upp en bild av detta fornminne      |
| Västra Karup 176:3                           | Stensättning                     |              | Västra Karup, Skåne |       | 56.428597, 12.690094 | 10114801760003 | Ladda upp en bild av detta fornminne      |
| Västra Karup 176:4                           | Stensättning                     |              | Västra Karup, Skåne |       | 56.428722, 12.688095 | 10114801760004 | Ladda upp en bild av detta fornminne      |
| Västra Karup 177:1                           | Stensättning                     |              | Västra Karup, Skåne |       | 56.430441, 12.689854 | 10114801770001 | Ladda upp en bild av detta fornminne      |
| Västra Karup 178:1                           | Hög                              |              | Västra Karup, Skåne |       | 56.429618, 12.687242 | 10114801780001 | Ladda upp en bild av detta fornminne      |
| Västra Karup 179:1                           | Stensättning                     |              | Västra Karup, Skåne |       | 56.432162, 12.680509 | 10114801790001 | Ladda upp en bild av detta fornminne      |
| Västra Karup 180:1                           | Hög                              |              | Västra Karup, Skåne |       | 56.429882, 12.683561 | 10114801800001 | Ladda upp en bild av detta fornminne      |
| Västra Karup 181:1                           | Gravfält                         |              | Västra Karup, Skåne |       | 56.429118, 12.686467 | 10114801810001 | Ladda upp en bild av detta fornminne      |
| Västra Karup 183:1                           | Stensättning                     |              | Västra Karup, Skåne |       | 56.428718, 12.682950 | 10114801830001 | Ladda upp en bild av detta fornminne      |
| Västra Karup 183:2                           | Stensättning                     |              | Västra Karup, Skåne |       | 56.428661, 12.682781 | 10114801830002 | Ladda upp en bild av detta fornminne      |
| Västra Karup 184:1                           | Hög                              |              | Västra Karup, Skåne |       | 56.429757, 12.679146 | 10114801840001 | Ladda upp en bild av detta fornminne      |
| Västra Karup 185:1                           | Hällristning                     |              | Västra Karup, Skåne |       | 56.432414, 12.678048 | 10114801850001 | Ladda upp en bild av detta fornminne      |
| Västra Karup 186:1                           | Hällristning                     |              | Västra Karup, Skåne |       | 56.429287, 12.677093 | 10114801860001 | Ladda upp en bild av detta fornminne      |
| Västra Karup 187:1                           | Hällristning                     |              | Västra Karup, Skåne |       | 56.429741, 12.677580 | 10114801870001 | Ladda upp en bild av detta fornminne      |
| Västra Karup 189:1                           | Hällristning                     |              | Västra Karup, Skåne |       | 56.414863, 12.686448 | 10114801890001 | Ladda upp en bild av detta fornminne      |
| Västra Karup 190:1                           | Hällristning                     |              | Västra Karup, Skåne |       | 56.414906, 12.685478 | 10114801900001 | Ladda upp en bild av detta fornminne      |
| Västra Karup 190:2                           | Hällristning                     |              | Västra Karup, Skåne |       | 56.414923, 12.685901 | 10114801900002 | Ladda upp en bild av detta fornminne      |
| Västra Karup 191:1                           | Hällristning                     |              | Västra Karup, Skåne |       | 56.415367, 12.685508 | 10114801910001 | Ladda upp en bild av detta fornminne      |
| Västra Karup 191:2                           | Hällristning                     |              | Västra Karup, Skåne |       | 56.415476, 12.686341 | 10114801910002 | Ladda upp en bild av detta fornminne      |
| Västra Karup 192:1                           | Stensättning                     |              | Västra Karup, Skåne |       | 56.416013, 12.685450 | 10114801920001 | Ladda upp en bild av detta fornminne      |
| Västra Karup 193:1                           | Hällristning                     |              | Västra Karup, Skåne |       | 56.414261, 12.683641 | 10114801930001 | Ladda upp en bild av detta fornminne      |
| Västra Karup 193:2                           | Hällristning                     |              | Västra Karup, Skåne |       | 56.414330, 12.683742 | 10114801930002 | Ladda upp en bild av detta fornminne      |
| Västra Karup 194:1                           | Stensättning                     |              | Västra Karup, Skåne |       | 56.413517, 12.690354 | 10114801940001 | Ladda upp en bild av detta fornminne      |
| Barna mosse (Västra Karup 195:1)             | Stensättning                     |              | Västra Karup, Skåne |       | 56.415689, 12.690101 | 10114801950001 | Ladda upp en bild av detta fornminne      |
| Västra Karup 196:1                           | Hällristning                     |              | Västra Karup, Skåne |       | 56.419093, 12.691723 | 10114801960001 | Ladda upp en bild av detta fornminne      |
| Västra Karup 201:1                           | Hög                              |              | Västra Karup, Skåne |       | 56.437205, 12.769167 | 10114802010001 | Ladda upp en bild av detta fornminne      |
| Västra Karup 202:1                           | Hög                              |              | Västra Karup, Skåne |       | 56.436333, 12.768701 | 10114802020001 | Ladda upp en bild av detta fornminne      |
| Västra Karup 202:2                           | Hög                              |              | Västra Karup, Skåne |       | 56.436262, 12.768583 | 10114802020002 | Ladda upp en bild av detta fornminne      |
| Västra Karup 204:1                           | Hög                              |              | Västra Karup, Skåne |       | 56.435496, 12.769553 | 10114802040001 | Ladda upp en bild av detta fornminne      |
| Västra Karup 205:1                           | Hög                              |              | Västra Karup, Skåne |       | 56.435721, 12.772440 | 10114802050001 | Ladda upp en bild av detta fornminne      |
| Västra Karup 205:2                           | Hög                              |              | Västra Karup, Skåne |       | 56.435760, 12.772625 | 10114802050002 | Ladda upp en bild av detta fornminne      |
| Rockekull (Västra Karup 206:1)               | Stensättning                     |              | Västra Karup, Skåne |       | 56.438763, 12.775819 | 10114802060001 | Ladda upp en bild av detta fornminne      |
| Västra Karup 207:1                           | Hög                              |              | Västra Karup, Skåne |       | 56.438487, 12.780960 | 10114802070001 | Ladda upp en bild av detta fornminne      |
| Trollarehögen (Västra Karup 208:1)           | Hög                              |              | Västra Karup, Skåne |       | 56.443247, 12.783776 | 10114802080001 | Ladda upp en bild av detta fornminne      |
| Trollarehögen (Västra Karup 208:2)           | Hög                              |              | Västra Karup, Skåne |       | 56.443118, 12.783211 | 10114802080002 | Ladda upp en bild av detta fornminne      |
| Trollarehögen (Västra Karup 208:3)           | Hög                              |              | Västra Karup, Skåne |       | 56.443028, 12.782656 | 10114802080003 | Ladda upp en bild av detta fornminne      |
| Västra Karup 209:1                           | Hög                              |              | Västra Karup, Skåne |       | 56.444700, 12.784539 | 10114802090001 | Ladda upp en bild av detta fornminne      |
| Västra Karup 211:1                           | Hög                              |              | Västra Karup, Skåne |       | 56.437696, 12.802670 | 10114802110001 | Ladda upp en bild av detta fornminne      |
| Västra Karup 212:1                           | Hög                              |              | Västra Karup, Skåne |       | 56.439229, 12.797466 | 10114802120001 | Ladda upp en bild av detta fornminne      |
| Västra Karup 212:2                           | Hög                              |              | Västra Karup, Skåne |       | 56.439447, 12.798127 | 10114802120002 | Ladda upp en bild av detta fornminne      |
| Västra Karup 212:3                           | Hög                              |              | Västra Karup, Skåne |       | 56.439102, 12.797068 | 10114802120003 | Ladda upp en bild av detta fornminne      |
| Västra Karup 213:1                           | Hög                              |              | Västra Karup, Skåne |       | 56.438690, 12.795876 | 10114802130001 | Ladda upp en bild av detta fornminne      |
| Västra Karup 215:1                           | Hög                              |              | Västra Karup, Skåne |       | 56.440575, 12.795491 | 10114802150001 | Ladda upp en bild av detta fornminne      |
| Västra Karup 216:1                           | Hällristning                     |              | Västra Karup, Skåne |       | 56.445545, 12.770860 | 10114802160001 | Ladda upp en bild av detta fornminne      |
| Västra Karup 217:1                           | Hög                              |              | Västra Karup, Skåne |       | 56.440267, 12.787687 | 10114802170001 | Ladda upp en bild av detta fornminne      |
| Västra Karup 217:2                           | Stensättning                     |              | Västra Karup, Skåne |       | 56.440192, 12.787533 | 10114802170002 | Ladda upp en bild av detta fornminne      |
| Västra Karup 218:1                           | Gravfält                         |              | Västra Karup, Skåne |       | 56.440799, 12.788203 | 10114802180001 | Ladda upp en bild av detta fornminne      |
| Mantalsbackar (Västra Karup 219:1)           | Hög                              |              | Västra Karup, Skåne |       | 56.438528, 12.789966 | 10114802190001 | Ladda upp en bild av detta fornminne      |
| Högstenar (Västra Karup 220:1)               | Stenkrets                        |              | Västra Karup, Skåne |       | 56.432981, 12.770966 | 10114802200001 | Ladda upp en bild av detta fornminne      |
| Västra Karup 221:1                           | Stensättning                     |              | Västra Karup, Skåne |       | 56.433695, 12.771653 | 10114802210001 | Ladda upp en bild av detta fornminne      |
| Västra Karup 222:1                           | Hög                              |              | Västra Karup, Skåne |       | 56.427728, 12.773106 | 10114802220001 | Ladda upp en bild av detta fornminne      |
| Västra Karup 225:1                           | Hög                              |              | Västra Karup, Skåne |       | 56.434830, 12.799228 | 10114802250001 | Ladda upp en bild av detta fornminne      |
| Björsbacken (Västra Karup 226:1)             | Hög                              |              | Västra Karup, Skåne |       | 56.435581, 12.806029 | 10114802260001 | Ladda upp en bild av detta fornminne      |
| Björsbacken (Västra Karup 226:2)             | Hög                              |              | Västra Karup, Skåne |       | 56.435302, 12.805574 | 10114802260002 | Ladda upp en bild av detta fornminne      |
| Björsbacken (Västra Karup 226:3)             | Hög                              |              | Västra Karup, Skåne |       | 56.435588, 12.805466 | 10114802260003 | Ladda upp en bild av detta fornminne      |
| Björsbacken (Västra Karup 226:4)             | Hög                              |              | Västra Karup, Skåne |       | 56.435795, 12.806425 | 10114802260004 | Ladda upp en bild av detta fornminne      |
| Äskehög (Västra Karup 227:1)                 | Hög                              |              | Västra Karup, Skåne |       | 56.431354, 12.799585 | 10114802270001 | Ladda upp en bild av detta fornminne      |
| Västra Karup 228:1                           | Hög                              |              | Västra Karup, Skåne |       | 56.420644, 12.782048 | 10114802280001 | Ladda upp en bild av detta fornminne      |
| Västra Karup 228:2                           | Stensättning                     |              | Västra Karup, Skåne |       | 56.420604, 12.781746 | 10114802280002 | Ladda upp en bild av detta fornminne      |
| Småhög (Västra Karup 229:1)                  | Hög                              |              | Västra Karup, Skåne |       | 56.420250, 12.789452 | 10114802290001 | Ladda upp en bild av detta fornminne      |
| Västra Karup 230:1                           | Hög                              |              | Västra Karup, Skåne |       | 56.423517, 12.793084 | 10114802300001 | Ladda upp en bild av detta fornminne      |
| Västra Karup 231:1                           | Hög                              |              | Västra Karup, Skåne |       | 56.427522, 12.821055 | 10114802310001 | Ladda upp en bild av detta fornminne      |
| Gudmundshögen (Västra Karup 232:1)           | Hög                              |              | Västra Karup, Skåne |       | 56.428257, 12.820603 | 10114802320001 | Ladda upp en bild av detta fornminne      |
| Västra Karup 233:1                           | Hög                              |              | Västra Karup, Skåne |       | 56.427801, 12.818360 | 10114802330001 | Ladda upp en bild av detta fornminne      |
| Västra Karup 234:1                           | Hög                              |              | Västra Karup, Skåne |       | 56.427403, 12.817503 | 10114802340001 | Ladda upp en bild av detta fornminne      |
| Nr 1) Gröthög (Västra Karup 235:1)           | Hög                              |              | Västra Karup, Skåne |       | 56.431188, 12.817213 | 10114802350001 | Ladda upp en bild av detta fornminne      |
| Nr 1) Gröthög (Västra Karup 235:2)           | Hög                              |              | Västra Karup, Skåne |       | 56.431002, 12.817224 | 10114802350002 | Ladda upp en bild av detta fornminne      |
| Västra Karup 236:1                           | Hög                              |              | Västra Karup, Skåne |       | 56.433208, 12.819376 | 10114802360001 | Ladda upp en bild av detta fornminne      |
| Västra Karup 237:1                           | Hög                              |              | Västra Karup, Skåne |       | 56.424712, 12.812132 | 10114802370001 | Ladda upp en bild av detta fornminne      |
| Västra Karup 237:2                           | Hög                              |              | Västra Karup, Skåne |       | 56.424697, 12.811919 | 10114802370002 | Ladda upp en bild av detta fornminne      |
| Västra Karup 238:1                           | Hög                              |              | Västra Karup, Skåne |       | 56.421732, 12.827494 | 10114802380001 | Ladda upp en bild av detta fornminne      |
| Västra Karup 238:2                           | Hög                              |              | Västra Karup, Skåne |       | 56.421927, 12.827668 | 10114802380002 | Ladda upp en bild av detta fornminne      |
| Västra Karup 238:3                           | Hög                              |              | Västra Karup, Skåne |       | 56.422125, 12.827696 | 10114802380003 | Ladda upp en bild av detta fornminne      |
| Västra Karup 238:4                           | Hällristning                     |              | Västra Karup, Skåne |       | 56.421947, 12.827408 | 10114802380004 | Ladda upp en bild av detta fornminne      |
| Västra Karup 239:1                           | Hög                              |              | Västra Karup, Skåne |       | 56.420430, 12.829301 | 10114802390001 | Ladda upp en bild av detta fornminne      |
| Västra Karup 239:2                           | Hög                              |              | Västra Karup, Skåne |       | 56.420176, 12.829314 | 10114802390002 | Ladda upp en bild av detta fornminne      |
| Västra Karup 240:1                           | Hög                              |              | Västra Karup, Skåne |       | 56.421359, 12.829822 | 10114802400001 | Ladda upp en bild av detta fornminne      |
| Västra Karup 241:1                           | Hällristning                     |              | Västra Karup, Skåne |       | 56.410633, 12.817492 | 10114802410001 | Ladda upp en bild av detta fornminne      |
| Västra Karup 242:3                           | Stensättning                     |              | Västra Karup, Skåne |       | 56.415119, 12.832839 | 10114802420003 | Ladda upp en bild av detta fornminne      |
| Pålshögen (Västra Karup 243:1)               | Hög                              |              | Västra Karup, Skåne |       | 56.415077, 12.824741 | 10114802430001 | Ladda upp en bild av detta fornminne      |
| Ramnehög (Västra Karup 244:1)                | Hög                              |              | Västra Karup, Skåne |       | 56.413774, 12.816842 | 10114802440001 | Ladda upp en bild av detta fornminne      |
| Ramnehög (Västra Karup 244:2)                | Hög                              |              | Västra Karup, Skåne |       | 56.413507, 12.817001 | 10114802440002 | Ladda upp en bild av detta fornminne      |
| Västra Karup 245:1                           | Hög                              |              | Västra Karup, Skåne |       | 56.413621, 12.814882 | 10114802450001 | Ladda upp en bild av detta fornminne      |
| Västra Karup 246:1                           | Hög                              |              | Västra Karup, Skåne |       | 56.412288, 12.818879 | 10114802460001 | Ladda upp en bild av detta fornminne      |
| Västra Karup 248:1                           | Hög                              |              | Västra Karup, Skåne |       | 56.403223, 12.816328 | 10114802480001 | Ladda upp en bild av detta fornminne      |
| Västra Karup 251:1                           | Stensättning                     |              | Västra Karup, Skåne |       | 56.446449, 12.768916 | 10114802510001 | Ladda upp en bild av detta fornminne      |
| Västra Karup 251:2                           | Stensättning                     |              | Västra Karup, Skåne |       | 56.446483, 12.769079 | 10114802510002 | Ladda upp en bild av detta fornminne      |
| Morehög (Västra Karup 252:1)                 | Hög                              |              | Västra Karup, Skåne |       | 56.443662, 12.767218 | 10114802520001 | Ladda upp en bild av detta fornminne      |
| Morehög (Västra Karup 252:2)                 | Stensättning                     |              | Västra Karup, Skåne |       | 56.443776, 12.767330 | 10114802520002 | Ladda upp en bild av detta fornminne      |
| Morehög (Västra Karup 252:3)                 | Stensättning                     |              | Västra Karup, Skåne |       | 56.443472, 12.766999 | 10114802520003 | Ladda upp en bild av detta fornminne      |
| Västra Karup 255:1                           | Stensättning                     |              | Västra Karup, Skåne |       | 56.443603, 12.768849 | 10114802550001 | Ladda upp en bild av detta fornminne      |
| Västra Karup 258:1                           | Hög                              |              | Västra Karup, Skåne |       | 56.439003, 12.761314 | 10114802580001 | Ladda upp en bild av detta fornminne      |
| Nr 1) Ysnahög (Västra Karup 259:1)           | Hög                              |              | Västra Karup, Skåne |       | 56.436307, 12.755386 | 10114802590001 | Ladda upp en bild av detta fornminne      |
| Nr 1) Ysnahög (Västra Karup 259:2)           | Stensättning                     |              | Västra Karup, Skåne |       | 56.436438, 12.755658 | 10114802590002 | Ladda upp en bild av detta fornminne      |
| Västra Karup 261:1                           | Stensättning                     |              | Västra Karup, Skåne |       | 56.440181, 12.757282 | 10114802610001 | Ladda upp en bild av detta fornminne      |
| Västra Karup 261:2                           | Stensättning                     |              | Västra Karup, Skåne |       | 56.440111, 12.757054 | 10114802610002 | Ladda upp en bild av detta fornminne      |
| Västra Karup 262:1                           | Hög                              |              | Västra Karup, Skåne |       | 56.440894, 12.754005 | 10114802620001 | Ladda upp en bild av detta fornminne      |
| Västra Karup 263:1                           | Hög                              |              | Västra Karup, Skåne |       | 56.438481, 12.755707 | 10114802630001 | Ladda upp en bild av detta fornminne      |
| Rödhög (Västra Karup 264:1)                  | Hög                              |              | Västra Karup, Skåne |       | 56.437173, 12.759931 | 10114802640001 | Ladda upp en bild av detta fornminne      |
| Västra Karup 266:1                           | Stensättning                     |              | Västra Karup, Skåne |       | 56.436430, 12.763768 | 10114802660001 | Ladda upp en bild av detta fornminne      |
| Västra Karup 267:1                           | Stensättning                     |              | Västra Karup, Skåne |       | 56.434985, 12.758283 | 10114802670001 | Ladda upp en bild av detta fornminne      |
| Västra Karup 268:1                           | Hällristning                     |              | Västra Karup, Skåne |       | 56.417708, 12.691477 | 10114802680001 | Ladda upp en bild av detta fornminne      |
| Västra Karup 269:1                           | Hällristning                     |              | Västra Karup, Skåne |       | 56.422127, 12.690360 | 10114802690001 | Ladda upp en bild av detta fornminne      |
| Västra Karup 270:1                           | Stensättning                     |              | Västra Karup, Skåne |       | 56.423079, 12.691664 | 10114802700001 | Ladda upp en bild av detta fornminne      |
| Västra Karup 270:2                           | Hällristning                     |              | Västra Karup, Skåne |       | 56.422986, 12.691714 | 10114802700002 | Ladda upp en bild av detta fornminne      |
| Västra Karup 271:1                           | Hällristning                     |              | Västra Karup, Skåne |       | 56.422260, 12.693905 | 10114802710001 | Ladda upp en bild av detta fornminne      |
| Västra Karup 272:1                           | Hällristning                     |              | Västra Karup, Skåne |       | 56.421730, 12.693271 | 10114802720001 | Ladda upp en bild av detta fornminne      |
| Västra Karup 272:2                           | Hällristning                     |              | Västra Karup, Skåne |       | 56.421662, 12.693287 | 10114802720002 | Ladda upp en bild av detta fornminne      |
| Västra Karup 273:1                           | Hällristning                     |              | Västra Karup, Skåne |       | 56.419513, 12.700019 | 10114802730001 | Ladda upp en bild av detta fornminne      |
| Västra Karup 274:1                           | Hällristning                     |              | Västra Karup, Skåne |       | 56.419060, 12.702466 | 10114802740001 | Ladda upp en bild av detta fornminne      |
| Västra Karup 275:1                           | Stensättning                     |              | Västra Karup, Skåne |       | 56.418906, 12.707050 | 10114802750001 | Ladda upp en bild av detta fornminne      |
| Västra Karup 276:1                           | Stensättning                     |              | Västra Karup, Skåne |       | 56.419344, 12.713054 | 10114802760001 | Ladda upp en bild av detta fornminne      |
| Yllebjär (Västra Karup 277:1)                | Hög                              |              | Västra Karup, Skåne |       | 56.427887, 12.701486 | 10114802770001 | Ladda upp en bild av detta fornminne      |
| Yllebjär (Västra Karup 277:2)                | Hög                              |              | Västra Karup, Skåne |       | 56.427738, 12.701888 | 10114802770002 | Ladda upp en bild av detta fornminne      |
| Yllebjär (Västra Karup 277:3)                | Stensättning                     |              | Västra Karup, Skåne |       | 56.427585, 12.701958 | 10114802770003 | Ladda upp en bild av detta fornminne      |
| Västra Karup 278:1                           | Hällristning                     |              | Västra Karup, Skåne |       | 56.427248, 12.703350 | 10114802780001 | Ladda upp en bild av detta fornminne      |
| Västra Karup 278:2                           | Hällristning                     |              | Västra Karup, Skåne |       | 56.427317, 12.703378 | 10114802780002 | Ladda upp en bild av detta fornminne      |
| Fröabjär (Västra Karup 279:1)                | Gravfält                         |              | Västra Karup, Skåne |       | 56.424235, 12.705933 | 10114802790001 | Ladda upp en bild av detta fornminne      |
| Fröhög (Västra Karup 280:1)                  | Hög                              |              | Västra Karup, Skåne |       | 56.422499, 12.707099 | 10114802800001 | Ladda upp en bild av detta fornminne      |
| Västra Karup 281:3                           | Stensättning                     |              | Västra Karup, Skåne |       | 56.422263, 12.708902 | 10114802810003 | Ladda upp en bild av detta fornminne      |
| Västra Karup 282:1                           | Stensättning                     |              | Västra Karup, Skåne |       | 56.421773, 12.708936 | 10114802820001 | Ladda upp en bild av detta fornminne      |
| Västra Karup 283:1                           | Hög                              |              | Västra Karup, Skåne |       | 56.427103, 12.736935 | 10114802830001 | Ladda upp en bild av detta fornminne      |
| Västra Karup 284:1                           | Hög                              |              | Västra Karup, Skåne |       | 56.429053, 12.736110 | 10114802840001 | Ladda upp en bild av detta fornminne      |
| Västra Karup 284:2                           | Hög                              |              | Västra Karup, Skåne |       | 56.428770, 12.736565 | 10114802840002 | Ladda upp en bild av detta fornminne      |
| Rishög (Västra Karup 285:1)                  | Hög                              |              | Västra Karup, Skåne |       | 56.429881, 12.733969 | 10114802850001 | Ladda upp en bild av detta fornminne      |
| Rishög (Västra Karup 285:2)                  | Stensättning                     |              | Västra Karup, Skåne |       | 56.430079, 12.734063 | 10114802850002 | Ladda upp en bild av detta fornminne      |
| Rishög (Västra Karup 285:3)                  | Stensättning                     |              | Västra Karup, Skåne |       | 56.429487, 12.733177 | 10114802850003 | Ladda upp en bild av detta fornminne      |
| Rishög (Västra Karup 285:4)                  | Stenkrets                        |              | Västra Karup, Skåne |       | 56.429808, 12.734308 | 10114802850004 | Ladda upp en bild av detta fornminne      |
| Lillehög (Västra Karup 287:1)                | Hög                              |              | Västra Karup, Skåne |       | 56.428214, 12.738894 | 10114802870001 | Ladda upp en bild av detta fornminne      |
| Västra Karup 288:1                           | Gravfält                         |              | Västra Karup, Skåne |       | 56.425094, 12.738688 | 10114802880001 | Ladda upp en bild av detta fornminne      |
| Västra Karup 289:1                           | Hög                              |              | Västra Karup, Skåne |       | 56.432754, 12.754147 | 10114802890001 | Ladda upp en bild av detta fornminne      |
| Västra Karup 290:1                           | Hög                              |              | Västra Karup, Skåne |       | 56.431920, 12.753639 | 10114802900001 | Ladda upp en bild av detta fornminne      |
| Västra Karup 291:1                           | Hög                              |              | Västra Karup, Skåne |       | 56.427603, 12.755916 | 10114802910001 | Ladda upp en bild av detta fornminne      |
| Västra Karup 293:1                           | Hällristning                     |              | Västra Karup, Skåne |       | 56.428544, 12.748009 | 10114802930001 | Ladda upp en bild av detta fornminne      |
| Västra Karup 294:1                           | Hällristning                     |              | Västra Karup, Skåne |       | 56.428736, 12.747577 | 10114802940001 | Ladda upp en bild av detta fornminne      |
| Västra Karup 295:1                           | Hög                              |              | Västra Karup, Skåne |       | 56.412295, 12.813491 | 10114802950001 | Ladda upp en bild av detta fornminne      |
| Västra Karup 296:1                           | Stensättning                     |              | Västra Karup, Skåne |       | 56.424011, 12.711585 | 10114802960001 | Ladda upp en bild av detta fornminne      |
| Västra Karup 297:1                           | Hög                              |              | Västra Karup, Skåne |       | 56.423203, 12.714429 | 10114802970001 | Ladda upp en bild av detta fornminne      |
| Västra Karup 297:2                           | Stensättning                     |              | Västra Karup, Skåne |       | 56.423267, 12.714772 | 10114802970002 | Ladda upp en bild av detta fornminne      |
| Västra Karup 298:1                           | Hög                              |              | Västra Karup, Skåne |       | 56.421091, 12.712785 | 10114802980001 | Ladda upp en bild av detta fornminne      |
| Västra Karup 299:1                           | Hög                              |              | Västra Karup, Skåne |       | 56.416929, 12.718475 | 10114802990001 | Ladda upp en bild av detta fornminne      |
| Västra Karup 299:2                           | Hög                              |              | Västra Karup, Skåne |       | 56.416921, 12.718878 | 10114802990002 | Ladda upp en bild av detta fornminne      |
| Västra Karup 300:1                           | Gravfält                         |              | Västra Karup, Skåne |       | 56.417119, 12.720636 | 10114803000001 | Ladda upp en bild av detta fornminne      |
| Västra Karup 301:1                           | Hög                              |              | Västra Karup, Skåne |       | 56.420638, 12.721010 | 10114803010001 | Ladda upp en bild av detta fornminne      |
| Västra Karup 302:1                           | Stensättning                     |              | Västra Karup, Skåne |       | 56.420326, 12.715987 | 10114803020001 | Ladda upp en bild av detta fornminne      |
| Västra Karup 304:1                           | Hög                              |              | Västra Karup, Skåne |       | 56.417146, 12.803543 | 10114803040001 | Ladda upp en bild av detta fornminne      |
| Ekemossehög (Västra Karup 305:1)             | Hög                              |              | Västra Karup, Skåne |       | 56.419834, 12.808190 | 10114803050001 | Ladda upp en bild av detta fornminne      |
| Västra Karup 306:1                           | Hög                              |              | Västra Karup, Skåne |       | 56.416469, 12.796102 | 10114803060001 | Ladda upp en bild av detta fornminne      |
| Västra Karup 307:1                           | Hög                              |              | Västra Karup, Skåne |       | 56.416661, 12.795107 | 10114803070001 | Ladda upp en bild av detta fornminne      |
| Neglehög (Västra Karup 308:1)                | Hög                              |              | Västra Karup, Skåne |       | 56.418767, 12.793378 | 10114803080001 | Ladda upp en bild av detta fornminne      |
| Västra Karup 309:1                           | Hög                              |              | Västra Karup, Skåne |       | 56.415344, 12.797859 | 10114803090001 | Ladda upp en bild av detta fornminne      |
| Västra Karup 309:2                           | Hög                              |              | Västra Karup, Skåne |       | 56.415311, 12.797644 | 10114803090002 | Ladda upp en bild av detta fornminne      |
| Västra Karup 309:3                           | Hög                              |              | Västra Karup, Skåne |       | 56.415179, 12.797449 | 10114803090003 | Ladda upp en bild av detta fornminne      |
| Västra Karup 310:1                           | Hög                              |              | Västra Karup, Skåne |       | 56.417664, 12.790060 | 10114803100001 | Ladda upp en bild av detta fornminne      |
| Västra Karup 310:2                           | Grav markerad av sten/block      |              | Västra Karup, Skåne |       | 56.417788, 12.790223 | 10114803100002 | Ladda upp en bild av detta fornminne      |
| Västra Karup 311:1                           | Hög                              |              | Västra Karup, Skåne |       | 56.417318, 12.788527 | 10114803110001 | Ladda upp en bild av detta fornminne      |
| Västra Karup 312:1                           | Hög                              |              | Västra Karup, Skåne |       | 56.415458, 12.792554 | 10114803120001 | Ladda upp en bild av detta fornminne      |
| Västra Karup 313:1                           | Röse                             |              | Västra Karup, Skåne |       | 56.416883, 12.793176 | 10114803130001 | Ladda upp en bild av detta fornminne      |
| Västra Karup 314:1                           | Stensättning                     |              | Västra Karup, Skåne |       | 56.419146, 12.786407 | 10114803140001 | Ladda upp en bild av detta fornminne      |
| Västra Karup 315:1                           | Gravfält                         |              | Västra Karup, Skåne |       | 56.412612, 12.811404 | 10114803150001 | Ladda upp en bild av detta fornminne      |
| Västra Karup 316:1                           | Hög                              |              | Västra Karup, Skåne |       | 56.411858, 12.808858 | 10114803160001 | Ladda upp en bild av detta fornminne      |
| Västra Karup 316:2                           | Hög                              |              | Västra Karup, Skåne |       | 56.411835, 12.809517 | 10114803160002 | Ladda upp en bild av detta fornminne      |
| Västra Karup 316:3                           | Hög                              |              | Västra Karup, Skåne |       | 56.411927, 12.808124 | 10114803160003 | Ladda upp en bild av detta fornminne      |
| Västra Karup 317:1                           | Hög                              |              | Västra Karup, Skåne |       | 56.412773, 12.807769 | 10114803170001 | Ladda upp en bild av detta fornminne      |
| Västra Karup 318:1                           | Hög                              |              | Västra Karup, Skåne |       | 56.412161, 12.810114 | 10114803180001 | Ladda upp en bild av detta fornminne      |
| Västra Karup 318:2                           | Stensättning                     |              | Västra Karup, Skåne |       | 56.412031, 12.810029 | 10114803180002 | Ladda upp en bild av detta fornminne      |
| Romshögen (Västra Karup 319:1)               | Hög                              |              | Västra Karup, Skåne |       | 56.396202, 12.735619 | 10114803190001 | Ladda upp en bild av detta fornminne      |
| Västra Karup 326:1                           | Hällristning                     |              | Västra Karup, Skåne |       | 56.403512, 12.733586 | 10114803260001 | Ladda upp en bild av detta fornminne      |
| Västra Karup 326:2                           | Hällristning                     |              | Västra Karup, Skåne |       | 56.403476, 12.733548 | 10114803260002 | Ladda upp en bild av detta fornminne      |
| Västra Karup 326:3                           | Hällristning                     |              | Västra Karup, Skåne |       | 56.403494, 12.733547 | 10114803260003 | Ladda upp en bild av detta fornminne      |
| Västra Karup 327:1                           | Hällristning                     |              | Västra Karup, Skåne |       | 56.403323, 12.734817 | 10114803270001 | Ladda upp en bild av detta fornminne      |
| Västra Karup 328:1                           | Hällristning                     |              | Västra Karup, Skåne |       | 56.404432, 12.730910 | 10114803280001 | Ladda upp en bild av detta fornminne      |
| Västra Karup 336:1                           | Hög                              |              | Västra Karup, Skåne |       | 56.406460, 12.801580 | 10114803360001 | Ladda upp en bild av detta fornminne      |
| Västra Karup 337:1                           | Hög                              |              | Västra Karup, Skåne |       | 56.422145, 12.829277 | 10114803370001 | Ladda upp en bild av detta fornminne      |
| Bönehög (Västra Karup 342:1)                 | Hög                              |              | Västra Karup, Skåne |       | 56.433457, 12.808063 | 10114803420001 | Ladda upp en bild av detta fornminne      |
| Västra Karup 346:1                           | Hög                              |              | Västra Karup, Skåne |       | 56.442643, 12.784623 | 10114803460001 | Ladda upp en bild av detta fornminne      |
| Västra Karup 347:1                           | Hög                              |              | Västra Karup, Skåne |       | 56.439990, 12.798530 | 10114803470001 | Ladda upp en bild av detta fornminne      |
| Västra Karup 358:1                           | Hällristning                     |              | Västra Karup, Skåne |       | 56.384329, 12.707120 | 10114803580001 | Ladda upp en bild av detta fornminne      |
| Västra Karup 358:2                           | Hällristning                     |              | Västra Karup, Skåne |       | 56.384206, 12.707265 | 10114803580002 | Ladda upp en bild av detta fornminne      |
| Västra Karup 358:3                           | Hällristning                     |              | Västra Karup, Skåne |       | 56.384314, 12.707315 | 10114803580003 | Ladda upp en bild av detta fornminne      |
| Västra Karup 358:4                           | Hällristning                     |              | Västra Karup, Skåne |       | 56.384256, 12.707267 | 10114803580004 | Ladda upp en bild av detta fornminne      |
| Västra Karup 367:1                           | Hällristning                     |              | Västra Karup, Skåne |       | 56.389300, 12.719745 | 10114803670001 | Ladda upp en bild av detta fornminne      |
| Västra Karup 381:1                           | Hällristning                     |              | Västra Karup, Skåne |       | 56.391186, 12.692444 | 10114803810001 | Ladda upp en bild av detta fornminne      |
| Västra Karup 383:1                           | Hällristning                     |              | Västra Karup, Skåne |       | 56.405348, 12.671539 | 10114803830001 | Ladda upp en bild av detta fornminne      |
| Västra Karup 387:1                           | Hällristning                     |              | Västra Karup, Skåne |       | 56.388952, 12.689658 | 10114803870001 | Ladda upp en bild av detta fornminne      |
| Västra Karup 387:2                           | Hällristning                     |              | Västra Karup, Skåne |       | 56.388823, 12.689381 | 10114803870002 | Ladda upp en bild av detta fornminne      |
| Västra Karup 392:1                           | Hällristning                     |              | Västra Karup, Skåne |       | 56.404766, 12.720062 | 10114803920001 | Ladda upp en bild av detta fornminne      |
| Västra Karup 412:1                           | Hög                              |              | Västra Karup, Skåne |       | 56.398727, 12.683365 | 10114804120001 | Ladda upp en bild av detta fornminne      |
| Västra Karup 414:1                           | Hög                              |              | Västra Karup, Skåne |       | 56.397666, 12.683117 | 10114804140001 | Ladda upp en bild av detta fornminne      |
| Västra Karup 427:1                           | Hällristning                     |              | Västra Karup, Skåne |       | 56.415077, 12.712432 | 10114804270001 | Ladda upp en bild av detta fornminne      |
| Västra Karup 463:1                           | Stensättning                     |              | Västra Karup, Skåne |       | 56.390618, 12.639354 | 10114804630001 | Ladda upp en bild av detta fornminne      |
| Västra Karup 464:1                           | Hällristning                     |              | Västra Karup, Skåne |       | 56.381737, 12.709744 | 10114804640001 | Ladda upp en bild av detta fornminne      |
| Västra Karup 464:2                           | Hällristning                     |              | Västra Karup, Skåne |       | 56.381656, 12.709659 | 10114804640002 | Ladda upp en bild av detta fornminne      |
| Västra Karup 470:1                           | Stensättning                     |              | Västra Karup, Skåne |       | 56.428550, 12.699707 | 10114804700001 | Ladda upp en bild av detta fornminne      |
| Västra Karup 474:1                           | Hällristning                     |              | Västra Karup, Skåne |       | 56.387592, 12.706790 | 10114804740001 | Ladda upp en bild av detta fornminne      |
| Västra Karup 475:1                           | Hällristning                     |              | Västra Karup, Skåne |       | 56.415127, 12.676009 | 10114804750001 | Ladda upp en bild av detta fornminne      |
| Västra Karup 476:1                           | Hällristning                     |              | Västra Karup, Skåne |       | 56.413272, 12.674967 | 10114804760001 | Ladda upp en bild av detta fornminne      |
| Västra Karup 477:1                           | Stensättning                     |              | Västra Karup, Skåne |       | 56.428971, 12.690348 | 10114804770001 | Ladda upp en bild av detta fornminne      |
| Orhögsbacken (Området) (Västra Karup 481:1)  | Hällristning                     |              | Västra Karup, Skåne |       | 56.424916, 12.702287 | 10114804810001 | Ladda upp en bild av detta fornminne      |
| Västra Karup 482:1                           | Hög                              |              | Västra Karup, Skåne |       | 56.420458, 12.690024 | 10114804820001 | Ladda upp en bild av detta fornminne      |
| Västra Karup 485:1                           | Stensättning                     |              | Västra Karup, Skåne |       | 56.396630, 12.626896 | 10114804850001 | Ladda upp en bild av detta fornminne      |
| Västra Karup 487:1                           | Stenkrets                        |              | Västra Karup, Skåne |       | 56.393216, 12.633485 | 10114804870001 | Ladda upp en bild av detta fornminne      |
| Hässlehög (Västra Karup 491:1)               | Hög                              |              | Västra Karup, Skåne |       | 56.407069, 12.684233 | 10114804910001 | Ladda upp en bild av detta fornminne      |
| Västra Karup 496:1                           | Begravningsplats                 |              | Västra Karup, Skåne |       | 56.417525, 12.692266 | 10114804960001 | Ladda upp en bild av detta fornminne      |
| Västra Karup 497:1                           | Hällristning                     |              | Västra Karup, Skåne |       | 56.413554, 12.674468 | 10114804970001 | Ladda upp en bild av detta fornminne      |
| Västra Karup 521:1                           | Hög                              |              | Västra Karup, Skåne |       | 56.412466, 12.791641 | 10114805210001 | Ladda upp en bild av detta fornminne      |
| Västra Karup 533:1                           | Hällristning                     |              | Västra Karup, Skåne |       | 56.428707, 12.748410 | 10114805330001 | Ladda upp en bild av detta fornminne      |
| Västra Karup 533:2                           | Hällristning                     |              | Västra Karup, Skåne |       | 56.428711, 12.748401 | 10114805330002 | Ladda upp en bild av detta fornminne      |
| Västra Karup 535:1                           | Hällristning                     |              | Västra Karup, Skåne |       | 56.425245, 12.751899 | 10114805350001 | Ladda upp en bild av detta fornminne      |
| Västra Karup 536:1                           | Hällristning                     |              | Västra Karup, Skåne |       | 56.427386, 12.747977 | 10114805360001 | Ladda upp en bild av detta fornminne      |
| Västra Karup 540:1                           | Hällristning                     |              | Västra Karup, Skåne |       | 56.418131, 12.748993 | 10114805400001 | Ladda upp en bild av detta fornminne      |
| Västra Karup 541:1                           | Hällristning                     |              | Västra Karup, Skåne |       | 56.444480, 12.783813 | 10114805410001 | Ladda upp en bild av detta fornminne      |
| Västra Karup 543:1                           | Hällristning                     |              | Västra Karup, Skåne |       | 56.416148, 12.778589 | 10114805430001 | Ladda upp en bild av detta fornminne      |
| Västra Karup 545:1                           | Hällristning                     |              | Västra Karup, Skåne |       | 56.404075, 12.728776 | 10114805450001 | Ladda upp en bild av detta fornminne      |
| Läppahög (Västra Karup 556:1)                | Hög                              |              | Västra Karup, Skåne |       | 56.433213, 12.798515 | 10114805560001 | Ladda upp en bild av detta fornminne      |
| Västra Karup 557:1                           | Hög                              |              | Västra Karup, Skåne |       | 56.434632, 12.801141 | 10114805570001 | Ladda upp en bild av detta fornminne      |
| Västra Karup 558:1                           | Hög                              |              | Västra Karup, Skåne |       | 56.432669, 12.806197 | 10114805580001 | Ladda upp en bild av detta fornminne      |
| Västra Karup 559:1                           | Hög                              |              | Västra Karup, Skåne |       | 56.438302, 12.808151 | 10114805590001 | Ladda upp en bild av detta fornminne      |
| Gisslahög (Västra Karup 560:1)               | Hög                              |              | Västra Karup, Skåne |       | 56.429363, 12.792031 | 10114805600001 | Ladda upp en bild av detta fornminne      |
| Västra Karup 571:1                           | Hög                              |              | Västra Karup, Skåne |       | 56.417531, 12.824927 | 10114805710001 | Ladda upp en bild av detta fornminne      |
| Västra Karup 573:1                           | Hällristning                     |              | Västra Karup, Skåne |       | 56.418596, 12.755108 | 10114805730001 | Ladda upp en bild av detta fornminne      |
| Västra Karup 584                             | Hällristning                     |              | Västra Karup, Skåne |       | 56.413413, 12.747918 | 12000000013811 | Ladda upp en bild av detta fornminne      |
| Västra Karup 585                             | Hällristning                     |              | Västra Karup, Skåne |       | 56.413225, 12.748976 | 12000000014587 | Ladda upp en bild av detta fornminne      |
| Västra Karup 591                             | Hällristning                     |              | Västra Karup, Skåne |       | 56.416959, 12.674426 | 12000000068817 | Ladda upp en bild av detta fornminne      |
| Västra Karup 592                             | Hällristning                     |              | Västra Karup, Skåne |       | 56.415888, 12.674289 | 12000000068819 | Ladda upp en bild av detta fornminne      |
| Västra Karup 593                             | Hällristning                     |              | Västra Karup, Skåne |       | 56.415103, 12.675568 | 12000000068821 | Ladda upp en bild av detta fornminne      |
| Västra Karup 594                             | Hällristning                     |              | Västra Karup, Skåne |       | 56.414545, 12.674421 | 12000000068845 | Ladda upp en bild av detta fornminne      |
| Västra Karup 596                             | Hällristning                     |              | Västra Karup, Skåne |       | 56.410439, 12.678351 | 12000000079171 | Ladda upp en bild av detta fornminne      |
| Västra Karup 597                             | Hällristning                     |              | Västra Karup, Skåne |       | 56.414937, 12.671826 | 12000000079173 | Ladda upp en bild av detta fornminne      |
| Västra Karup 598                             | Hällristning                     |              | Västra Karup, Skåne |       | 56.412136, 12.680241 | 12000000079177 | Ladda upp en bild av detta fornminne      |
| Västra Karup 599                             | Hällristning                     |              | Västra Karup, Skåne |       | 56.415242, 12.685801 | 12000000079179 | Ladda upp en bild av detta fornminne      |
| Västra Karup 600                             | Hällristning                     |              | Västra Karup, Skåne |       | 56.415398, 12.684135 | 12000000079181 | Ladda upp en bild av detta fornminne      |
| Västra Karup 601                             | Hällristning                     |              | Västra Karup, Skåne |       | 56.415302, 12.690302 | 12000000079183 | Ladda upp en bild av detta fornminne      |
| Västra Karup 602                             | Hällristning                     |              | Västra Karup, Skåne |       | 56.415513, 12.690287 | 12000000079185 | Ladda upp en bild av detta fornminne      |
| Västra Karup 603                             | Hällristning                     |              | Västra Karup, Skåne |       | 56.419276, 12.685686 | 12000000079187 | Ladda upp en bild av detta fornminne      |
| Västra Karup 604                             | Hällristning                     |              | Västra Karup, Skåne |       | 56.418518, 12.685928 | 12000000079189 | Ladda upp en bild av detta fornminne      |
| Västra Karup 605                             | Hällristning                     |              | Västra Karup, Skåne |       | 56.419759, 12.683715 | 12000000079191 | Ladda upp en bild av detta fornminne      |
| Västra Karup 606                             | Hällristning                     |              | Västra Karup, Skåne |       | 56.421315, 12.683407 | 12000000079193 | Ladda upp en bild av detta fornminne      |
| Västra Karup 607                             | Hällristning                     |              | Västra Karup, Skåne |       | 56.411180, 12.679145 | 12000000079195 | Ladda upp en bild av detta fornminne      |
| Västra Karup 608                             | Hällristning                     |              | Västra Karup, Skåne |       | 56.413388, 12.674257 | 12000000079197 | Ladda upp en bild av detta fornminne      |
| Västra Karup 609                             | Hällristning                     |              | Västra Karup, Skåne |       | 56.415239, 12.685597 | 12000000079199 | Ladda upp en bild av detta fornminne      |
| Västra Karup 610                             | Hällristning                     |              | Västra Karup, Skåne |       | 56.414197, 12.675088 | 12000000079201 | Ladda upp en bild av detta fornminne      |
| Västra Karup 611                             | Hällristning                     |              | Västra Karup, Skåne |       | 56.415435, 12.687322 | 12000000079203 | Ladda upp en bild av detta fornminne      |
| Västra Karup 612                             | Hällristning                     |              | Västra Karup, Skåne |       | 56.415821, 12.689728 | 12000000079206 | Ladda upp en bild av detta fornminne      |
| Västra Karup 613                             | Hällristning                     |              | Västra Karup, Skåne |       | 56.415552, 12.689697 | 12000000079208 | Ladda upp en bild av detta fornminne      |
| Västra Karup 614                             | Hällristning                     |              | Västra Karup, Skåne |       | 56.415443, 12.689712 | 12000000079210 | Ladda upp en bild av detta fornminne      |
| Västra Karup 615                             | Hällristning                     |              | Västra Karup, Skåne |       | 56.381743, 12.710144 | 12000000079515 | Ladda upp en bild av detta fornminne      |
| Västra Karup 616                             | Hällristning                     |              | Västra Karup, Skåne |       | 56.383454, 12.710820 | 12000000079517 | Ladda upp en bild av detta fornminne      |
| Västra Karup 617                             | Hällristning                     |              | Västra Karup, Skåne |       | 56.381883, 12.709358 | 12000000079519 | Ladda upp en bild av detta fornminne      |
| Västra Karup 618                             | Hällristning                     |              | Västra Karup, Skåne |       | 56.381975, 12.709750 | 12000000079521 | Ladda upp en bild av detta fornminne      |
| Västra Karup 619                             | Hällristning                     |              | Västra Karup, Skåne |       | 56.381950, 12.709555 | 12000000079523 | Ladda upp en bild av detta fornminne      |
| Västra Karup 620                             | Hällristning                     |              | Västra Karup, Skåne |       | 56.383693, 12.711200 | 12000000079525 | Ladda upp en bild av detta fornminne      |
| Västra Karup 621                             | Hällristning                     |              | Västra Karup, Skåne |       | 56.383439, 12.711008 | 12000000079527 | Ladda upp en bild av detta fornminne      |
| Västra Karup 622                             | Hällristning                     |              | Västra Karup, Skåne |       | 56.382039, 12.709993 | 12000000079529 | Ladda upp en bild av detta fornminne      |
| Västra Karup 623                             | Hällristning                     |              | Västra Karup, Skåne |       | 56.388897, 12.689852 | 12000000079572 | Ladda upp en bild av detta fornminne      |
| Västra Karup 624                             | Hällristning                     |              | Västra Karup, Skåne |       | 56.388903, 12.689903 | 12000000079574 | Ladda upp en bild av detta fornminne      |
| Västra Karup 625                             | Hällristning                     |              | Västra Karup, Skåne |       | 56.388746, 12.690482 | 12000000079576 | Ladda upp en bild av detta fornminne      |
| Västra Karup 626                             | Hällristning                     |              | Västra Karup, Skåne |       | 56.387514, 12.689906 | 12000000079578 | Ladda upp en bild av detta fornminne      |
| Västra Karup 627                             | Hällristning                     |              | Västra Karup, Skåne |       | 56.387492, 12.689957 | 12000000079580 | Ladda upp en bild av detta fornminne      |
| Västra Karup 628                             | Hällristning                     |              | Västra Karup, Skåne |       | 56.387641, 12.689936 | 12000000079582 | Ladda upp en bild av detta fornminne      |
| Västra Karup 629                             | Hällristning                     |              | Västra Karup, Skåne |       | 56.389001, 12.690634 | 12000000079584 | Ladda upp en bild av detta fornminne      |
| Västra Karup 630                             | Hällristning                     |              | Västra Karup, Skåne |       | 56.387808, 12.708188 | 12000000079586 | Ladda upp en bild av detta fornminne      |
| Västra Karup 631                             | Hällristning                     |              | Västra Karup, Skåne |       | 56.388212, 12.707612 | 12000000079588 | Ladda upp en bild av detta fornminne      |
| Västra Karup 632                             | Hällristning                     |              | Västra Karup, Skåne |       | 56.388966, 12.689771 | 12000000079590 | Ladda upp en bild av detta fornminne      |
| Västra Karup 633                             | Hällristning                     |              | Västra Karup, Skåne |       | 56.388639, 12.689386 | 12000000079592 | Ladda upp en bild av detta fornminne      |
| Västra Karup 634                             | Hällristning                     |              | Västra Karup, Skåne |       | 56.431308, 12.750207 | 12000000081804 | Ladda upp en bild av detta fornminne      |
| Västra Karup 635                             | Hällristning                     |              | Västra Karup, Skåne |       | 56.427715, 12.748321 | 12000000081806 | Ladda upp en bild av detta fornminne      |
| Västra Karup 636                             | Hällristning                     |              | Västra Karup, Skåne |       | 56.426973, 12.748547 | 12000000081808 | Ladda upp en bild av detta fornminne      |
| Västra Karup 637                             | Hällristning                     |              | Västra Karup, Skåne |       | 56.431331, 12.750205 | 12000000081810 | Ladda upp en bild av detta fornminne      |
| Västra Karup 638                             | Hällristning                     |              | Västra Karup, Skåne |       | 56.389788, 12.717442 | 12000000083779 | Ladda upp en bild av detta fornminne      |
| Västra Karup 639                             | Hällristning                     |              | Västra Karup, Skåne |       | 56.390018, 12.714643 | 12000000083781 | Ladda upp en bild av detta fornminne      |
| Västra Karup 640                             | Hällristning                     |              | Västra Karup, Skåne |       | 56.390203, 12.714549 | 12000000083783 | Ladda upp en bild av detta fornminne      |
| Västra Karup 641                             | Hällristning                     |              | Västra Karup, Skåne |       | 56.386868, 12.714942 | 12000000083785 | Ladda upp en bild av detta fornminne      |
| Västra Karup 642                             | Hällristning                     |              | Västra Karup, Skåne |       | 56.389500, 12.715971 | 12000000083787 | Ladda upp en bild av detta fornminne      |
| Västra Karup 643                             | Hällristning                     |              | Västra Karup, Skåne |       | 56.387939, 12.718408 | 12000000083789 | Ladda upp en bild av detta fornminne      |
| Västra Karup 644                             | Hällristning                     |              | Västra Karup, Skåne |       | 56.421392, 12.693617 | 12000000083795 | Ladda upp en bild av detta fornminne      |
| Västra Karup 645                             | Hällristning                     |              | Västra Karup, Skåne |       | 56.417109, 12.693929 | 12000000083797 | Ladda upp en bild av detta fornminne      |
| Västra Karup 646                             | Hällristning                     |              | Västra Karup, Skåne |       | 56.423001, 12.691912 | 12000000083799 | Ladda upp en bild av detta fornminne      |
| Västra Karup 647                             | Hällristning                     |              | Västra Karup, Skåne |       | 56.423082, 12.691958 | 12000000083801 | Ladda upp en bild av detta fornminne      |
| Västra Karup 648                             | Hällristning                     |              | Västra Karup, Skåne |       | 56.422905, 12.690275 | 12000000083803 | Ladda upp en bild av detta fornminne      |
| Västra Karup 649                             | Hällristning                     |              | Västra Karup, Skåne |       | 56.418490, 12.748833 | 12000000083814 | Ladda upp en bild av detta fornminne      |
| Västra Karup 650                             | Hällristning                     |              | Västra Karup, Skåne |       | 56.418513, 12.748990 | 12000000083816 | Ladda upp en bild av detta fornminne      |
| Västra Karup 651                             | Hällristning                     |              | Västra Karup, Skåne |       | 56.407523, 12.750753 | 12000000083818 | Ladda upp en bild av detta fornminne      |
| Västra Karup 652                             | Hällristning                     |              | Västra Karup, Skåne |       | 56.408116, 12.679798 | 12000000083820 | Ladda upp en bild av detta fornminne      |
| Västra Karup 653                             | Hällristning                     |              | Västra Karup, Skåne |       | 56.407857, 12.681085 | 12000000083822 | Ladda upp en bild av detta fornminne      |
| Västra Karup 654                             | Hällristning                     |              | Västra Karup, Skåne |       | 56.408010, 12.681465 | 12000000083824 | Ladda upp en bild av detta fornminne      |
| Västra Karup 655                             | Hällristning                     |              | Västra Karup, Skåne |       | 56.410064, 12.818879 | 12000000083826 | Ladda upp en bild av detta fornminne      |
| Västra Karup 656                             | Hällristning                     |              | Västra Karup, Skåne |       | 56.418408, 12.748296 | 12000000083829 | Ladda upp en bild av detta fornminne      |
| Västra Karup 657                             | Hällristning                     |              | Västra Karup, Skåne |       | 56.409795, 12.818255 | 12000000083831 | Ladda upp en bild av detta fornminne      |
| Västra Karup 658                             | Hällristning                     |              | Västra Karup, Skåne |       | 56.410781, 12.817879 | 12000000083833 | Ladda upp en bild av detta fornminne      |
| Strives hög (Hov 33:1)                       | Hög                              |              | Västra Karup, Skåne |       | 56.432285, 12.732743 | 10106000330001 | Ladda upp en bild av detta fornminne      |
| Strives hög (Hov 33:2)                       | Hög                              |              | Västra Karup, Skåne |       | 56.432190, 12.732834 | 10106000330002 | Ladda upp en bild av detta fornminne      |
| Strives hög (Hov 33:4)                       | Stensättning                     |              | Västra Karup, Skåne |       | 56.432103, 12.732805 | 10106000330004 | Ladda upp en bild av detta fornminne      |
| Hov 34:1                                     | Hög                              |              | Västra Karup, Skåne |       | 56.430085, 12.732765 | 10106000340001 | Ladda upp en bild av detta fornminne      |
| Hov 34:2                                     | Hällristning                     |              | Västra Karup, Skåne |       | 56.430011, 12.732525 | 10106000340002 | Ladda upp en bild av detta fornminne      |
| Hov 35:1                                     | Stensättning                     |              | Västra Karup, Skåne |       | 56.430521, 12.732505 | 10106000350001 | Ladda upp en bild av detta fornminne      |
| Hov 36:1                                     | Hög                              |              | Västra Karup, Skåne |       | 56.431713, 12.734197 | 10106000360001 | Ladda upp en bild av detta fornminne      |
| Karna Mårtens hög (Hov 37:1)                 | Hög                              |              | Västra Karup, Skåne |       | 56.430640, 12.737809 | 10106000370001 | Ladda upp en bild av detta fornminne      |